# CASA CN-235
El CASA/IPTN CN-235 es un avión turbohélice de transporte táctico y patrulla marítima desarrollado conjuntamente por Construcciones Aeronáuticas en España e IPTN (Industri Pesawat Terbang Nusantara, actualmente Indonesian Aerospace) en Indonesia. EL CN-235 es un carguero bimotor de ala alta que ocupa el segmento entre cargueros ligeros como el CASA C-212 y medios como el Transall C-160. En el transporte militar estándar, está destinado a misiones de transporte de corto y medio alcance, tanto de soldados como de cargas. Uno de los objetivos del CN-235 es el poder operar a baja altitud con eficacia para disminuir en lo posible su vulnerabilidad. El C-295 es un desarrollo del CN-235.
Su designación como CN-235 sigue el esquema de los aviones diseñados por CASA, con la C inicial del fabricante (a la que se ha añadido en esta ocasión una N por el socio indonesio, en honor a Nurtanio Pringgoadisuryo), y a continuación un número de tres dígitos, de los que el primero corresponde al número de motores, dos en este caso, habiéndose elegido los dos siguientes por el número de pasajeros que se planteó como objetivo: 35.

## Desarrollo

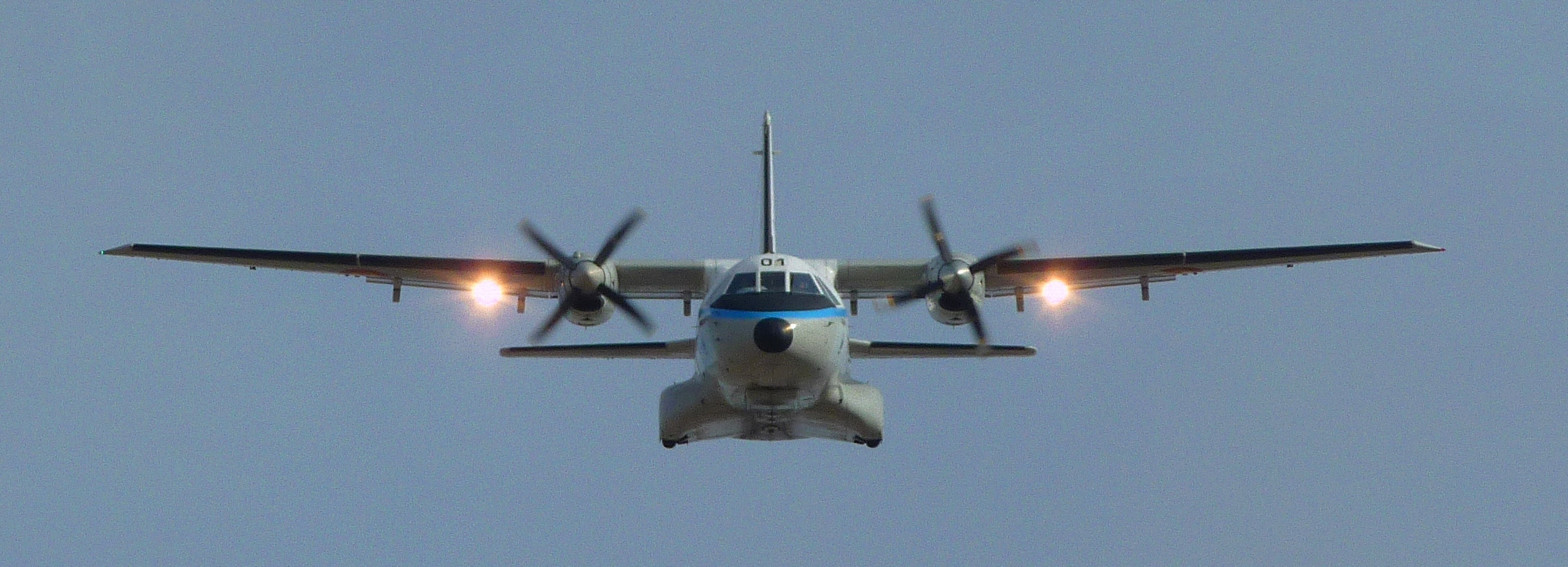
Vista frontal del primer ejemplar del Ejército del Aire Español, uno de los primeros CN-235 de serie construidos (C013).

Siguiendo el éxito del modelo CASA C-212 Aviocar, CASA unió sus esfuerzos a la empresa indonesia IPTN (Industry Pesawat Terbang Nunsatara o Industry Pesawat Terbang Nurtanio) al cincuenta por ciento para desarrollar un transporte bimotor más grande que el C-212 para uso tanto militar como civil, bajo un consorcio denominado Airtech, el cual se constituyó en octubre de 1979 en Madrid. La idea inicial del consorcio era que CASA se encargase de las ventas en Europa, África y América, mientras que IPTN-Nurtanio se encargaría del mercado asiático y de Oceanía, aunque posteriormente surgieron disputas entre ambas compañías que provocaron que compitiesen entre ellas en diversos concursos, dándose el caso de que la Fuerza Aérea Surcoreana llegó a adquirir aviones de ambas compañías (inicialmente 12 fabricados por CASA y en un pedido posterior 8 de IPTN). Estos desencuentros originaron además que cada una de las compañías desarrollase su propia versión alargada del avión sin contar con la otra, CASA el CASA C-295, e IPTN-Nurtanio el IPTN N-250, que no pasó de la fase de prototipo. El proyecto fue dirigido por el ingeniero José Luis López Ruiz, que estaba al frente de la Dirección de Proyectos de CASA, despegando por primera vez el prototipo español, P1, Infanta Elena, matriculado ECT-100, en Getafe el 11 de noviembre de 1983, con José Murga y Guillermo Delgado Brackembury a los mandos. Llevaba el costado izquierdo pintado con los colores de Aviaco, mientras que el derecho portaba los de la puertorriqueña Prinair, compañías ambas que habían contratado opciones sobre este modelo, aunque ninguna de ellas las materializó finalmente. Por su parte, el 30 de diciembre de ese mismo año hizo lo propio el primer avión indonesio, que alzó su vuelo desde Bandung.
El cliente de lanzamiento de CASA para el CN-235 fue la Real Fuerza Aérea Saudí, que encargó dos transportes y dos aviones vip, que le fueron entregados a principios de 1987. Mientras tanto, IPTN había realizado ya las primeras entregas a mediados de diciembre de 1986, siendo el primer avión (N001) para la aerolínea filipina Asian Spirit. Las primeras entregas de las versiones civiles españolas fueron para Binter Canarias el 26 de marzo de 1989. En Indonesia, el primer operador civil fue la compañía Merpati, que utiliza el CN-235 desde el 1 de marzo de 1988. A raíz de su victoria en el contrato de 52 aviones para la Fuerza Aérea Turca se abrió una tercera línea de fabricación (parcial) y montaje en Turquía, ya que las cláusulas del contrato establecían que salvo los dos primeros ejemplares los otros 50 debían ser montados por Turkish Aerospace Industries (TAI).
Aunque el CN-235 fue originalmente fruto de la colaboración entre CASA e IPTN, cada compañía desarrolló después sus propias series, con una mejora continua de las actuaciones, capacidad de carga y facilidad de mantenimiento. Las versiones CASA del CN-235 han conseguido la certificación civil FAR-25 de la Administración Federal de Aviación (FAA) de Estados Unidos, de las Autoridades Conjuntas de Aviación (JAA) europeas y de la Civil Aviation Authority (CAA) de Australia.
El número de serie de los ejemplares fabricados por CASA se compone de una "C" seguida por un número de 3 dígitos, mientras que en los aviones indonesios la "C" se sustituye por una "N" (los aviones montados en Turquía por TAI están integrados en la lista de CASA).

## Diseño

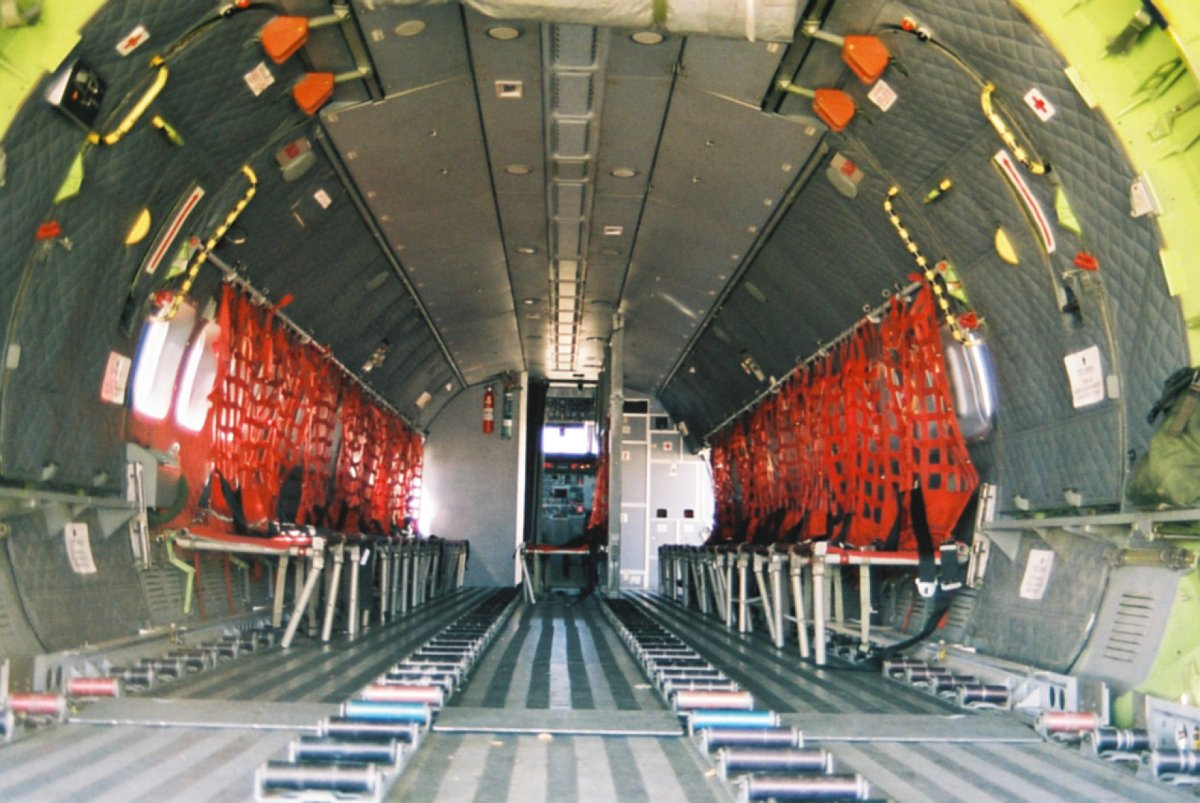
Vista desde la rampa trasera del interior de un CN-235-100M de transporte táctico del Ejército del Aire Español.

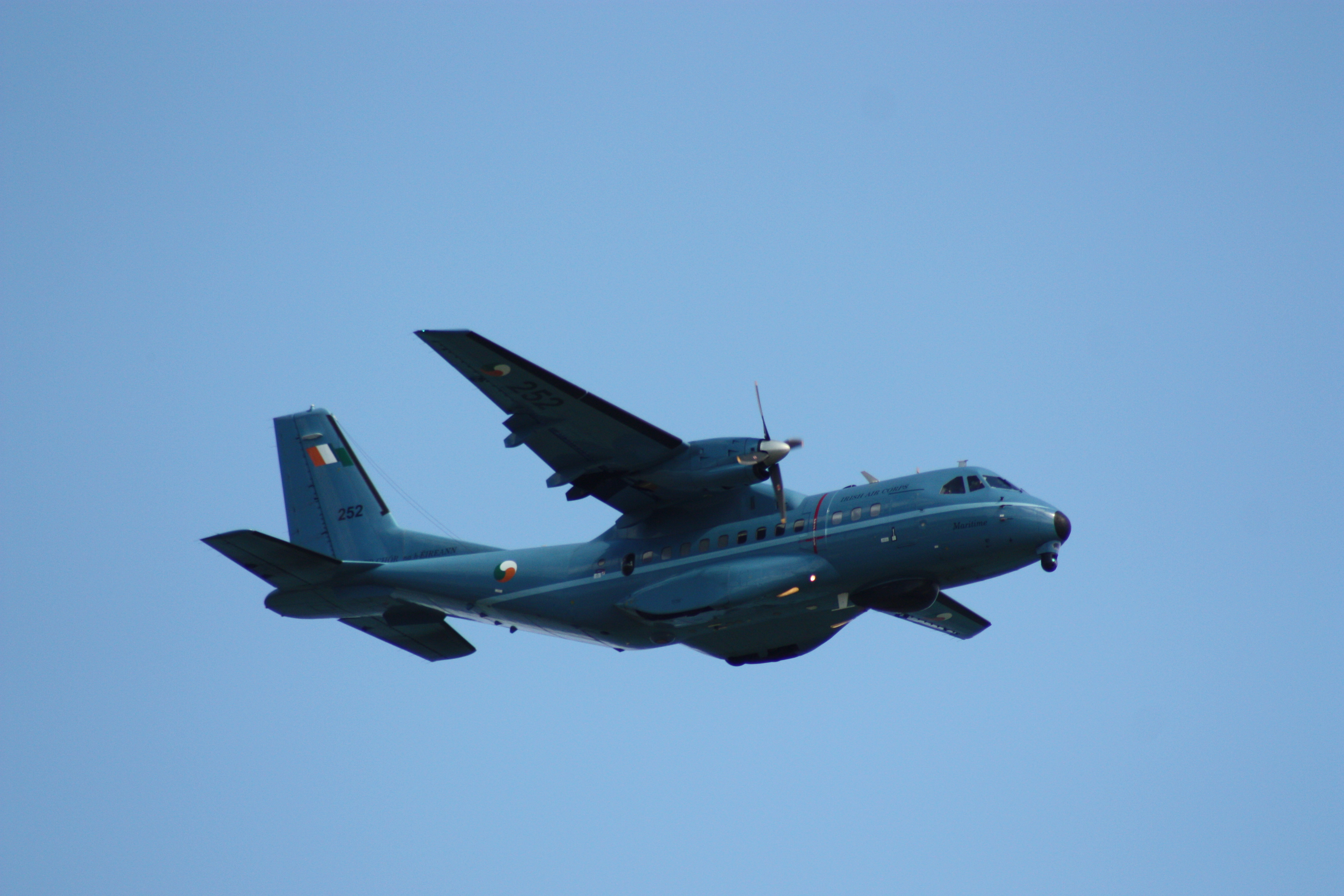
CN-235-100 MP Persuader del Cuerpo Aéreo Irlandés.

El CN-235 alcanza una velocidad máxima de crucero de 240 nudos con una carga de 3500 kg. Tiene un plano bilarguero dividido en tres secciones y fuselaje presurizado provisto de una rampa posterior de carga. Emplea aire sangrado de los motores para presurizar y acondicionar las cabinas de vuelo y pasaje, así como para combatir la formación de hielo. Los mandos son mecánicos, y el hidráulico es utilizado para actuar los flaps, frenos, dirección de rueda de morro, portón trasero y tren de aterrizaje, provisto este de dos ruedas en tándem en cada pata principal. La instrumentación, muy completa, permite pantallas CRT y aproximaciones de Categoría II, con no más de 400 m de visibilidad. Las dimensiones de la cabina de carga son de 9,65 m × 1,68 m × 2,70 m, lo que le permite transportar hasta 6 toneladas de carga, incluidos motores de aviación, vehículos de tierra ligeros o palets estándar de 88 × 108 pulgadas.
En misiones sanitarias, el CN-235 puede llevar 20 heridos con cuatro médicos. En misiones de paracaidistas puede llevar hasta 36, que se pueden lanzar desde las dos puertas laterales o bien desde la rampa trasera, que es operable en vuelo, lo cual permite lanzar también cargas frenadas por paracaídas, ya sea en altura o por el método LAPES (Low Altitude Parachute Extraction System, Sistema de Extracción por Paracaídas a Baja Cota). El ala incorpora dispositivos hipersustentadores para operaciones STOL. Además, el CN-235 tiene un tren de aterrizaje optimizado para las operaciones en pistas poco preparadas. Ha demostrado ser un avión sencillo y robusto, apto para operar en campos sin preparar, agradable de volar y, si bien adecuado para su operación en rutas comerciales de mediana densidad, muy especialmente apto para su utilización en las más rudas tareas del transporte militar. Aparte de ello, a mediados de los 90, se desarrolló una versión de patrulla marítima y que, aunque le costó despegar, actualmente está teniendo un notable éxito debido sobre todo a la implantación del sistema CASA FITS (versión conocida como Persuader) en sustitución del que llevaba inicialmente. Además se puede usar en la instrucción de navegación, en guerra electrónica, fotogrametría, etc.

### Motores

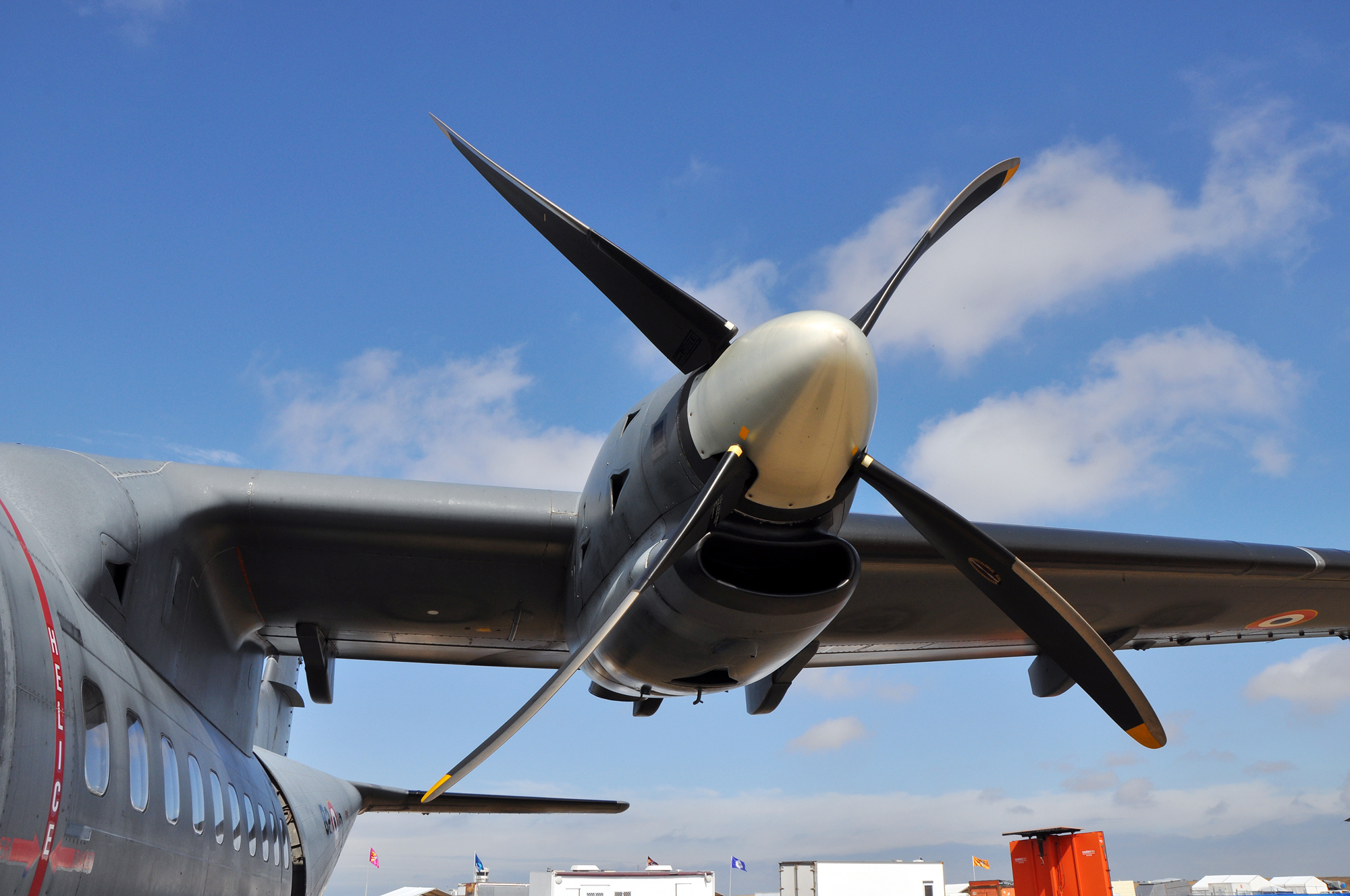
Barquilla del motor General Electric CT7-9C y hélice Hamilton Standard 14RF-37.

Los motores del CN-235 son turbohélices General Electric CT7. Los primeros CN-235 operaron la variante CT7-7A. Posteriormente se ha usado la versión más potente CT7-9C de 1750 HP (1305 kW, 1774 CV) de potencia. Las hélices son unas Hamilton Standard 14RF-37, de 4 palas.

### Sistemas

#### Aviónica

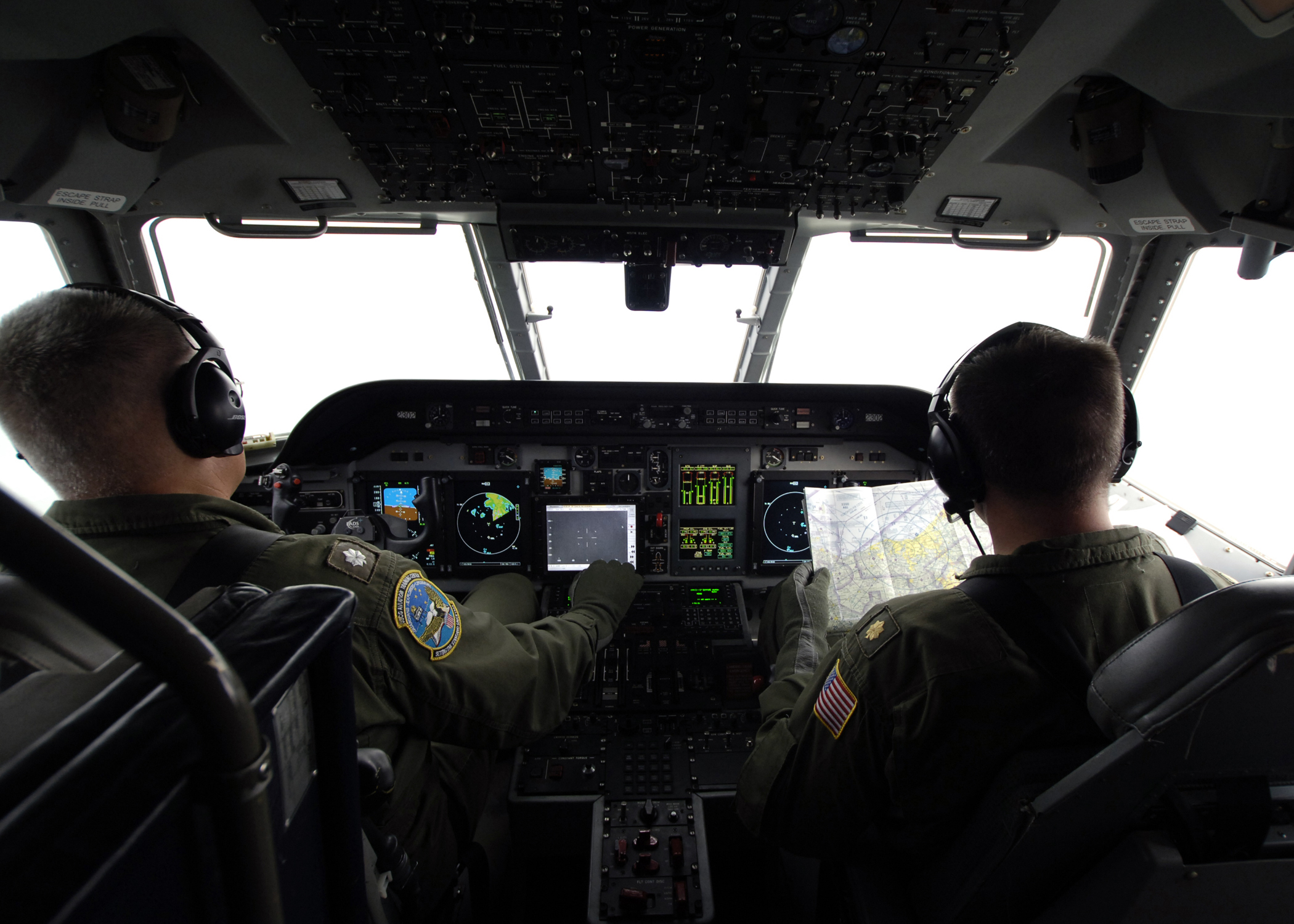
Cabina de vuelo de un HC-144A Ocean Sentry (CN-235-300 MP Persuader) de la Guardia Costera de Estados Unidos.

En su última versión, el CN-235 es un avión equipado con sistemas modernos que se combinan con una cabina de vuelo equipada con tecnologías actuales como pantallas LCD y equipos de navegación de última generación. La serie más moderna (CN-235-300) tiene una cabina compatible con gafas de visión nocturna y dos Head-up displays. El sistema de vuelo electrónico es un Rockwell Collins EFIS-85B (14) de última generación. En cabina hay cuatro pantallas de 152 mm × 203 mm de cristal líquido en 4096 colores. Los sistemas de vuelo están configurados como un sistema abierto, posee buses digitales militares ARINC 429, MIL-STD-1553B, un sistema de recepción meteorológica Sextant Avionics Topdeck, grabación de datos en vuelo y voces de cabina, sistema anticolisión con otras aeronaves (TCAS avanzado), sistema de navegación integrado por GPS y sistema de aviso de proximidad a tierra (GPWS). Aparte de ello puede llevar sistemas y sensores desarrollados para misiones de guerra electrónica (ESM / ECM, ELINT, COMINT).

#### Sistema FITS

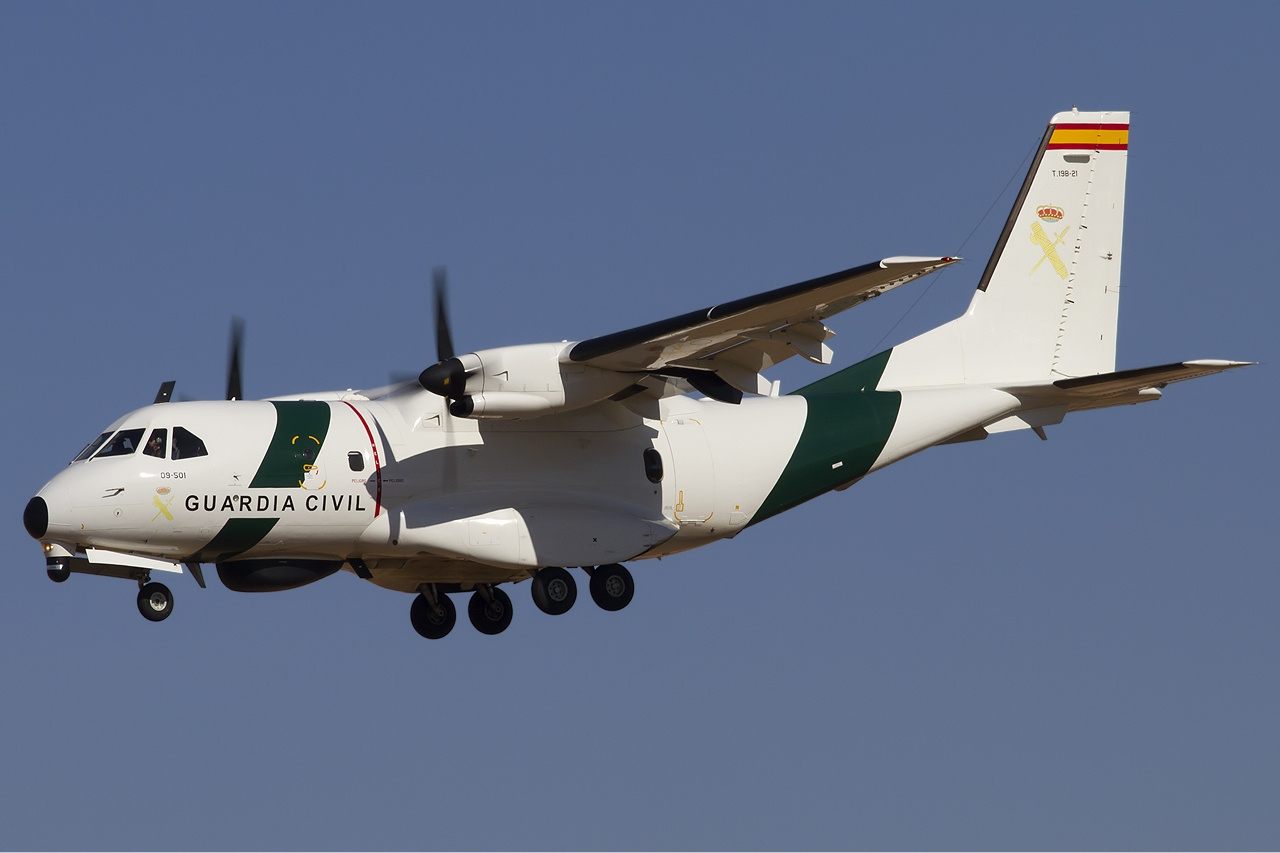
CN-235-300 MP Persuader del Servicio Aéreo de la Guardia Civil.

Aunque desde luego la versión de patrulla marítima es la que junta más variedades de equipos. Aparte del sistema de misión FITS, formado por dos procesadores tácticos, que integran la información procedente de una serie de sensores, variables según la misión a realizar, entre los que se encuentran: radar de búsqueda, FLIR/TV, ESM, IFF, Data Link, subsistema acústico, MAD, subsistema de armamento etc. Podemos destacar los siguientes equipos para la versión de patrulla marítima: radar de vigilancia marítima Litton Canada AN/APS-504, en posición ventral y con cobertura de 360 grados, torreta para FLIR/TV, lanzador de sonoboyas, burbujas de observación, y puntos duros bajo las alas para lanzamiento de misiles antibuque como el Exocet AM.39 o el AGM-84 Harpoon, o bien torpedos antisubmarinos.

### Simulador
La entonces CASA construyó inicialmente el simulador de vuelo del modelo, pero con la racionalización de la industria aeroespacial que en aquella época estaba en manos del Estado, todos los programas de simulación fueron transferidos a Indra. El trabajo en el nuevo simulador, con certificado de nivel C de la FAA, fue iniciado por la británica Aeronautical Systems Designers, que posteriormente fue adquirida por CESELSA (compañía inicialmente privada que se fusionó con la estatal INISEL para constituir Indra), y trasladada a España.
En el año 2003, el Departamento de Simulación de EADS CASA actualizó este simulador con la asistencia de GMV para la versión española del avión así como para la versión turca, realizada junto a la empresa turca Havelsan (Hava Elektronik Sanayi ve Ticaret A.S.), que lo consiguió certificar con nivel D. Dicha empresa, con el soporte del Departamento de Simulación de EADS CASA y GMV adaptó el simulador para la versión coreana del avión y lo exportó a Corea del Sur para su Fuerza Aérea.

## Componentes
Estados Unidos -  Francia

### Electrónica
| Sistema                                       | País                      | Fabricante         | Notas                    |
| --------------------------------------------- | ------------------------- | ------------------ | ------------------------ |
| Redes de datos                                |                           |                    | MIL-STD-1553B, ARINC 429 |
| Sistema integrado de aviónica (opción)        | Bandera de Francia        | Sextant Avionique  | TopDeck                  |
| Pantallas avanzadas de vuelo (opción)         | Bandera de Estados Unidos | Universal Avionics | 3 o 4 × EFI-890R         |
| Sistemas de visión sintética (opción)         | Bandera de Estados Unidos | Universal Avionics | 2 × Vision-1             |
| TAWS (opción)                                 | Bandera de Estados Unidos | Universal Avionics | 1                        |
| Sistemas de gestión del vuelo (opción)        | Bandera de Estados Unidos | Universal Avionics | 2                        |
| Sistema de gestión multimisión (MMMS, opción) | Bandera de Estados Unidos | Universal Avionics | UNS-1Lw                  |

### Propulsión
| Sistema | País                      | Fabricante       | Notas       |
| ------- | ------------------------- | ---------------- | ----------- |
| Motor   | Bandera de Estados Unidos | General Electric | 2 × CT7-9C3 |

## Variantes

### Transporte

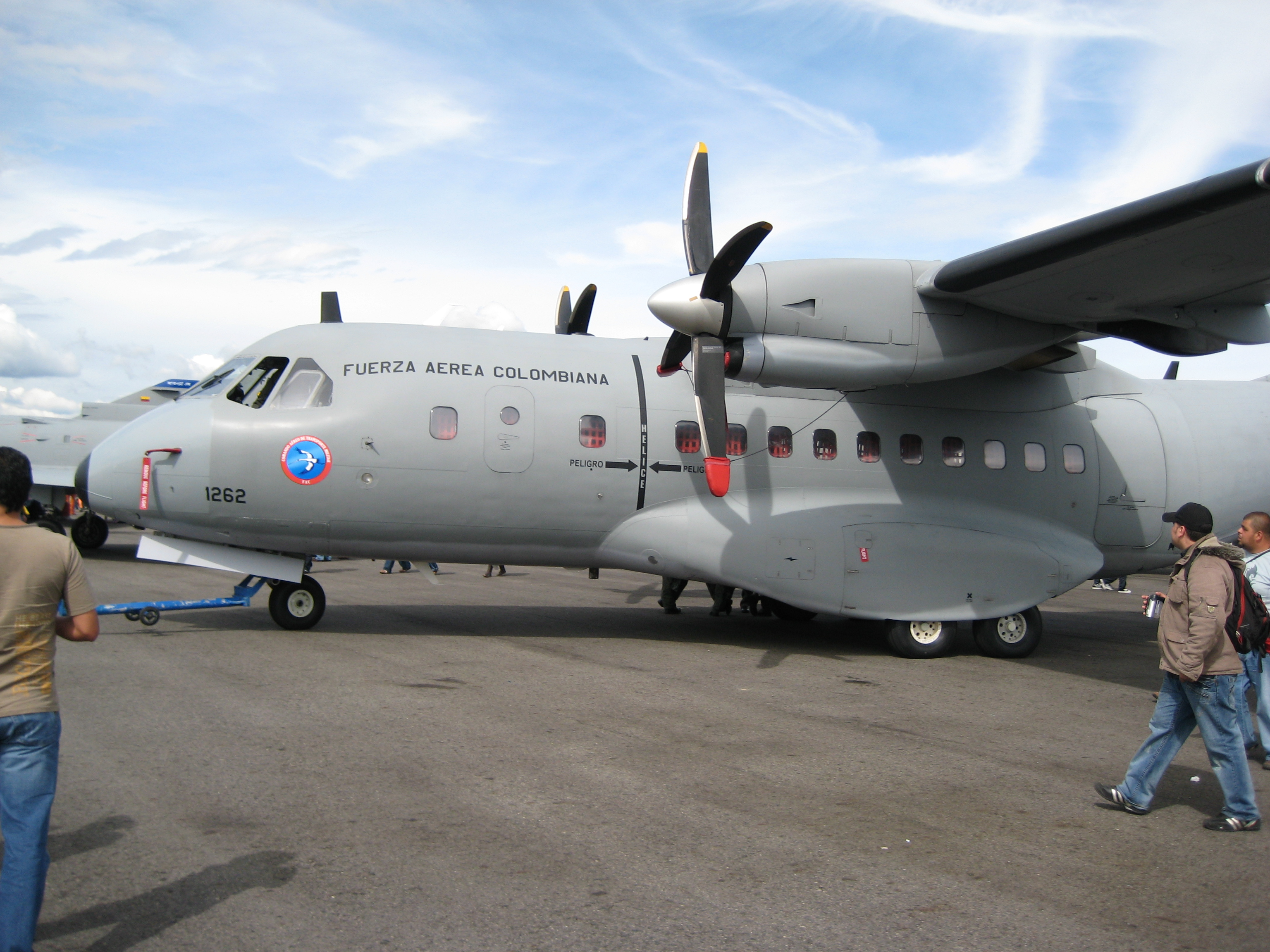
CN-235-100M de la Fuerza Aérea Colombiana.

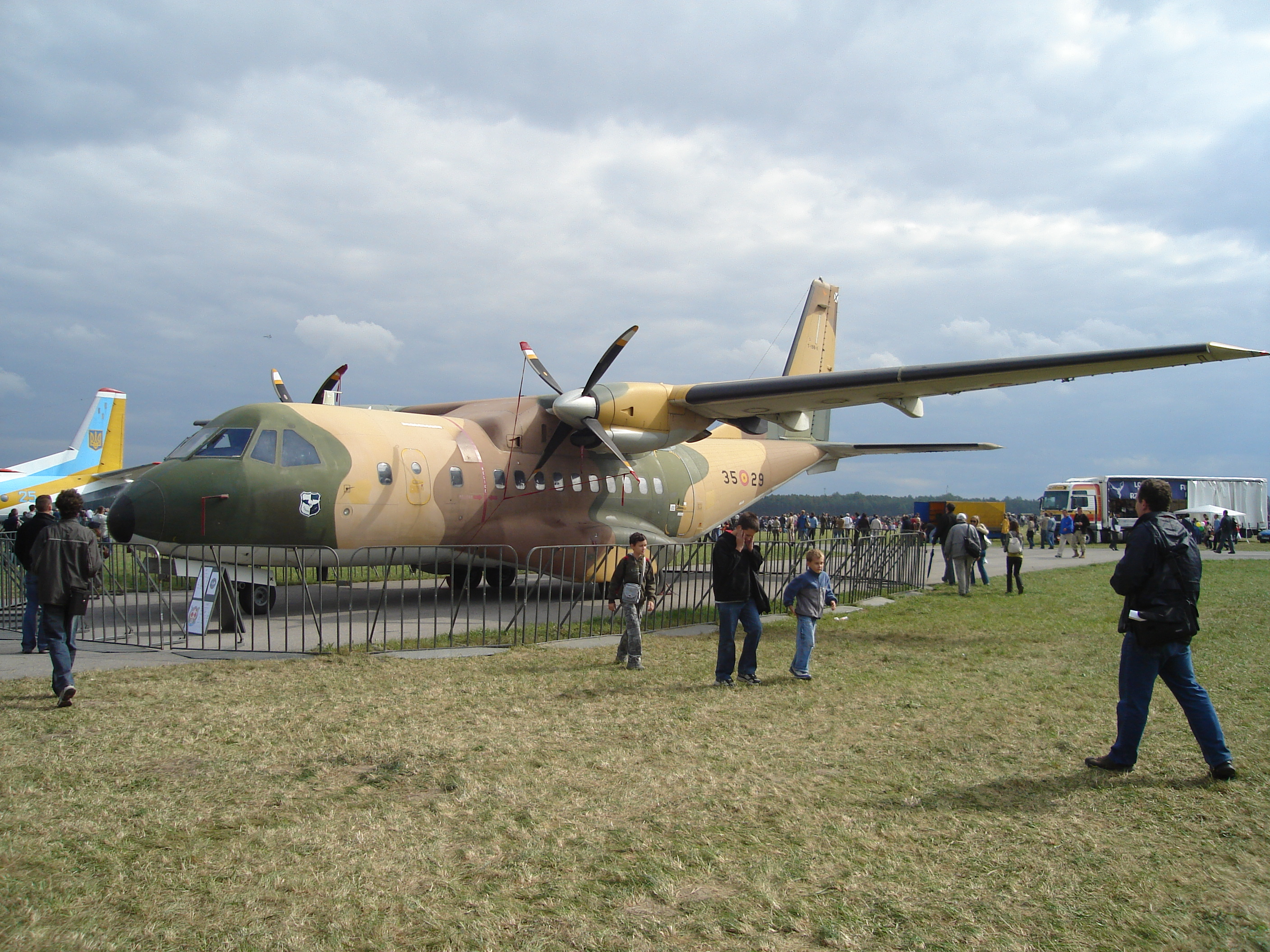
Un CASA CN-235-100M de transporte táctico del Ejército del Aire de España expuesto en el Radom Air Show.

CN-235-10
Primera versión de producción, con motores GE CT7-7A. 15 fabricados por cada compañía.
CN-235-100/110
En general igual que la Serie 10, pero con motores GE CT7-9C en nuevas góndolas fabricadas con materiales compuestos y con sistemas medioambientales, de advertencia y eléctricos mejorados. Reemplazó a la Serie 10 en 1988 desde el trigésimo primer avión producido. La Serie 100 es de fabricación española y la Serie 110 de fabricación indonesia.
CN-235-200/220
Versión mejorada. Se le realizaron refuerzos estructurales para transportar mayor peso y mejoras aerodinámicas en los bordes de las alas y el timón. Se reduce el largo de pista requerida y aumenta de forma considerable el alcance de la aeronave a plena carga. La Serie 200 es de fabricación española y la Serie 220 es de fabricación indonesia.
CN-235-300
Modificación de la Serie 200/220 hecha por CASA, con equipo de aviónica Honeywell. Otras características de la Serie 300 son la mejora del sistema de presurización de cabina y la provisión para la instalación opcional de doble rueda delantera.
CN-235-330 Phoenix
Modificación de la Serie 200/220, ofrecida por IPTN a la Real Fuerza Aérea Australiana para su requerimiento de un avión de transporte táctico con el proyecto Air 5190. Disponía de nueva aviónica Honeywell, sistema de guerra electrónica ARL-2002 y capacidad para un peso máximo al despegue de 16 800 kg, pero en 1998 la oferta fue retirada por problemas financieros.

### Patrulla marítima

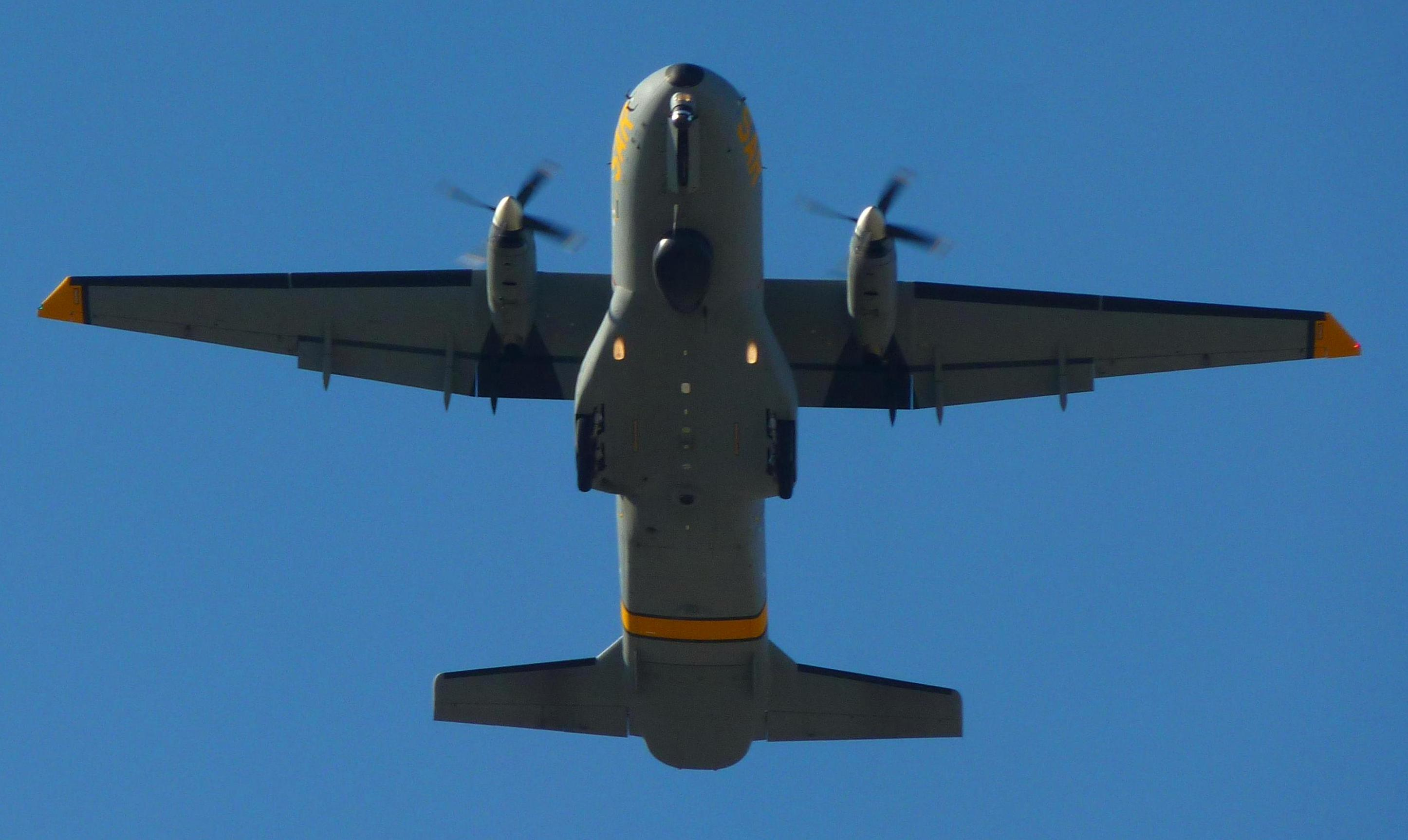
Vista en planta de un CN-235 VIGMA del Ejército del Aire Español.

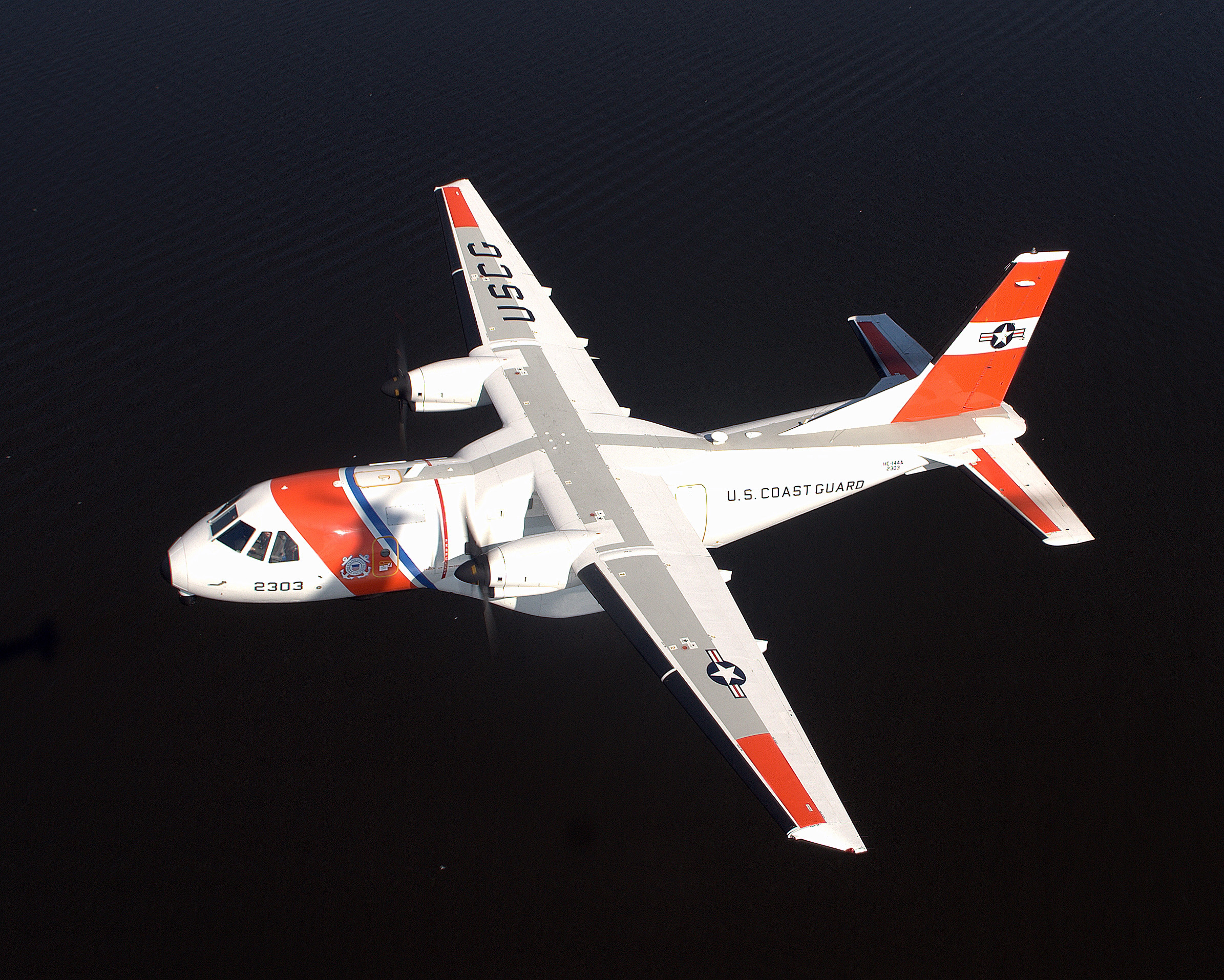
HC-144A Ocean Sentry (CN-235-300 MP Persuader) de la Guardia Costera de Estados Unidos en vuelo.

CN-235 MP
Versión de patrulla marítima fabricada inicialmente por CASA. Se fabricaron dos ejemplares para el Cuerpo Aéreo Irlandés, luego modernizados a la versión CN-235 MP Persuader.
CN-235 MP Persuader
Versión de patrulla marítima desarrollada posteriormente por CASA, equipada con el sistema FITS.
CN-235 VIGMA
Conversión en aparatos de patrulla marítima/SAR de ejemplares del Ejército del Aire Español fabricados originalmente en versión de transporte táctico. Sus equipos son los mismos de la versión CN-235 MP Persuader.
HC-144A Ocean Sentry
Designación de la Guardia Costera de Estados Unidos para sus CN-235-300 MP Persuader, que están reemplazando a los HU-25 Guardian.
CN-235 MP AMASCOS
Encargados por la Armada y la Guardia Costera Turcas, van equipados con el sistema Thales AMASCOS (Airborne Maritime Situation & Control System, Sistema de Control y Localización Marítimo Aerotransportado).
CN-235 MPA
Versión de patrulla marítima fabricada por IPTN, con equipos diferentes de los de los aviones de CASA y con el radar de búsqueda en el morro en lugar de en posición ventral, con lo que no dispone de cobertura de 360°.

### Lucha antisubmarina

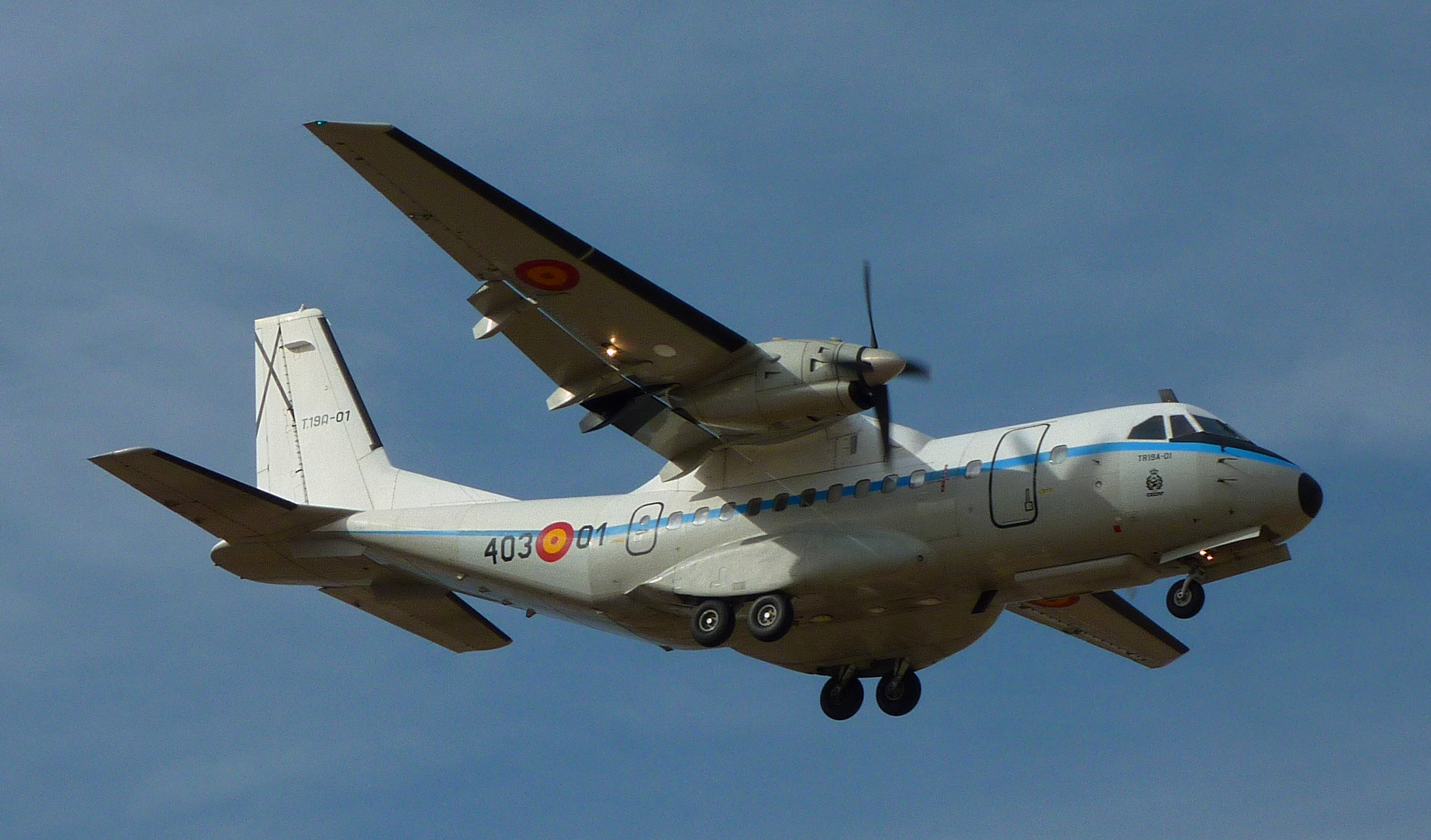
CN-235-10M de fotogrametría del Ejército del Aire Español.

En julio de 2009 se anunció el lanzamiento de una nueva versión, dedicada a la lucha antisubmarina, que sería desarrollada por PT Dirgantara (Indonesian Aerospace) y TAI (Turkish Aerospace Industries).

### Fotogrametría
Los dos CN-235-10M de transporte vip que recibió el Ejército del Aire de España fueron transformados en 2009 a la versión de fotogrametría aérea, incorporándoseles una bodega de cámaras tras el tren de aterrizaje delantero.
El 28 de julio de 2022 voló por última vez el CN-235-10M (TR19A-01) del Centro Cartográfico y Fotográfico del Ejército del Aire y del Espacio, que fue entregado al Ala 35 en 1989 y al CECAF en 2008. Se trata de un avión polivalente, cuya misión principal ha sido la fotografía aérea durante las más de 5.800 horas de vuelo acumuladas en su servicio al Ejército del Aire y del Espacio.

### Cañonero ligero
Esta versión, denominada AC-235, ha sido desarrollada por la compañía estadounidense Alliant Techsystems (ATK). Su único cliente por el momento es la Real Fuerza Aérea Jordana, que recibió en 2014 dos ejemplares (modificados a partir de ejemplares originalmente de transporte). Esta versión, concebida como una alternativa económica a las variantes armadas del C-130, va equipada con sistemas de puntería electroópticos que incluyen un designador láser, equipos de autoprotección y un conjunto de armas que comprende misiles antitanque AGM-114 Hellfire, cohetes de 70 mm (que podrían incluir cohetes guiados por láser) y el mismo cañón automático de calibre 30 mm que montan los helicópteros AH-64 Apache, el M230, que fabrica también Alliant Techsystems, todo ello controlado por un sistema de misión STAR de la propia ATK.

### Inteligencia electrónica (ELINT)
Dos de los ejemplares de la Fuerza Aérea Colombiana, recibidos originalmente en la configuración de transporte, fueron modificados localmente para inteligencia electrónica con equipos de Elisra (uno de ellos resultó destruido en un accidente en julio de 2015). Designados ECN-235, o CN-235EW.

### Alerta temprana aerotransportada
Adicionalmente, estuvo en estudio una versión equipada con un radar Erieye para misiones de patrulla marítima y alerta temprana aerotransportada (AEW) para la Fuerza Aérea del Ejército Nacional de Indonesia, que habría tenido un precio de unos 60 millones de US$ por ejemplar.

## Usuarios

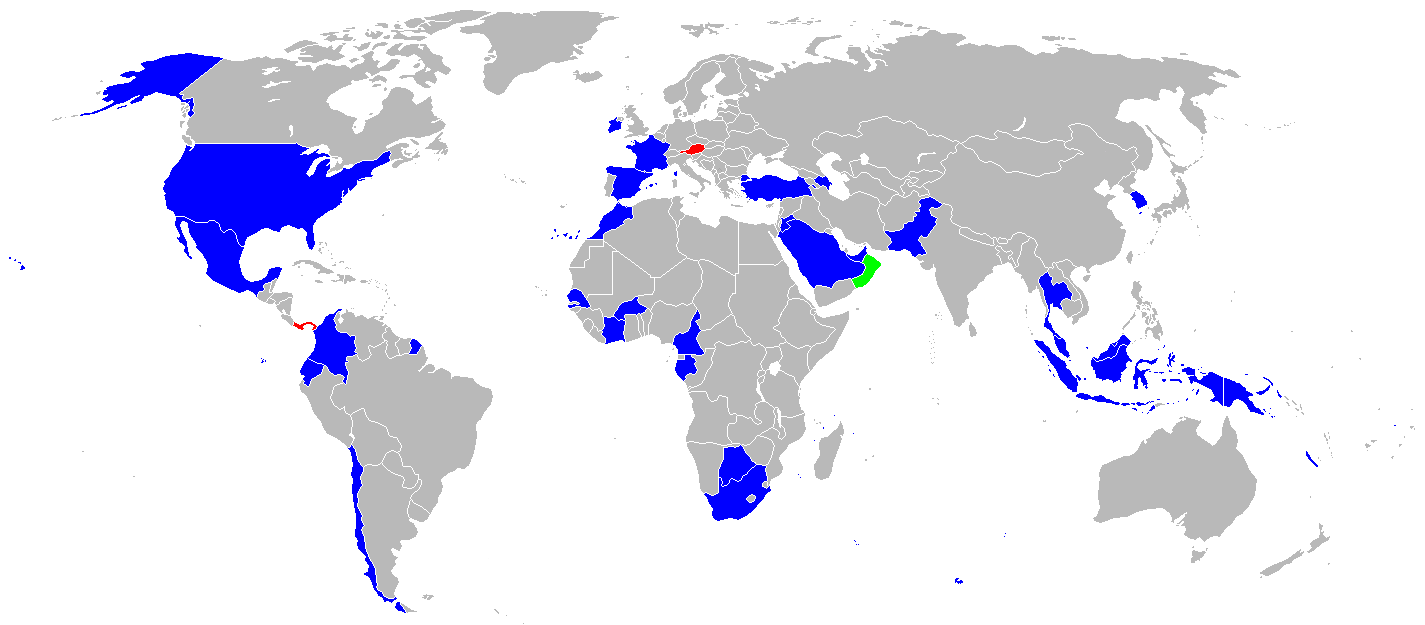
Países usuarios del CN-235:
Usuarios militares
Usuarios sólo gubernamentales
Antiguos usuarios

El CN-235 es empleado por usuarios militares y gubernamentales de 24 países de los 5 continentes, además de por diversas compañías civiles, superándose los 240 aparatos fabricados y las 600 000 horas de vuelo.

### Militares
Arabia Saudita

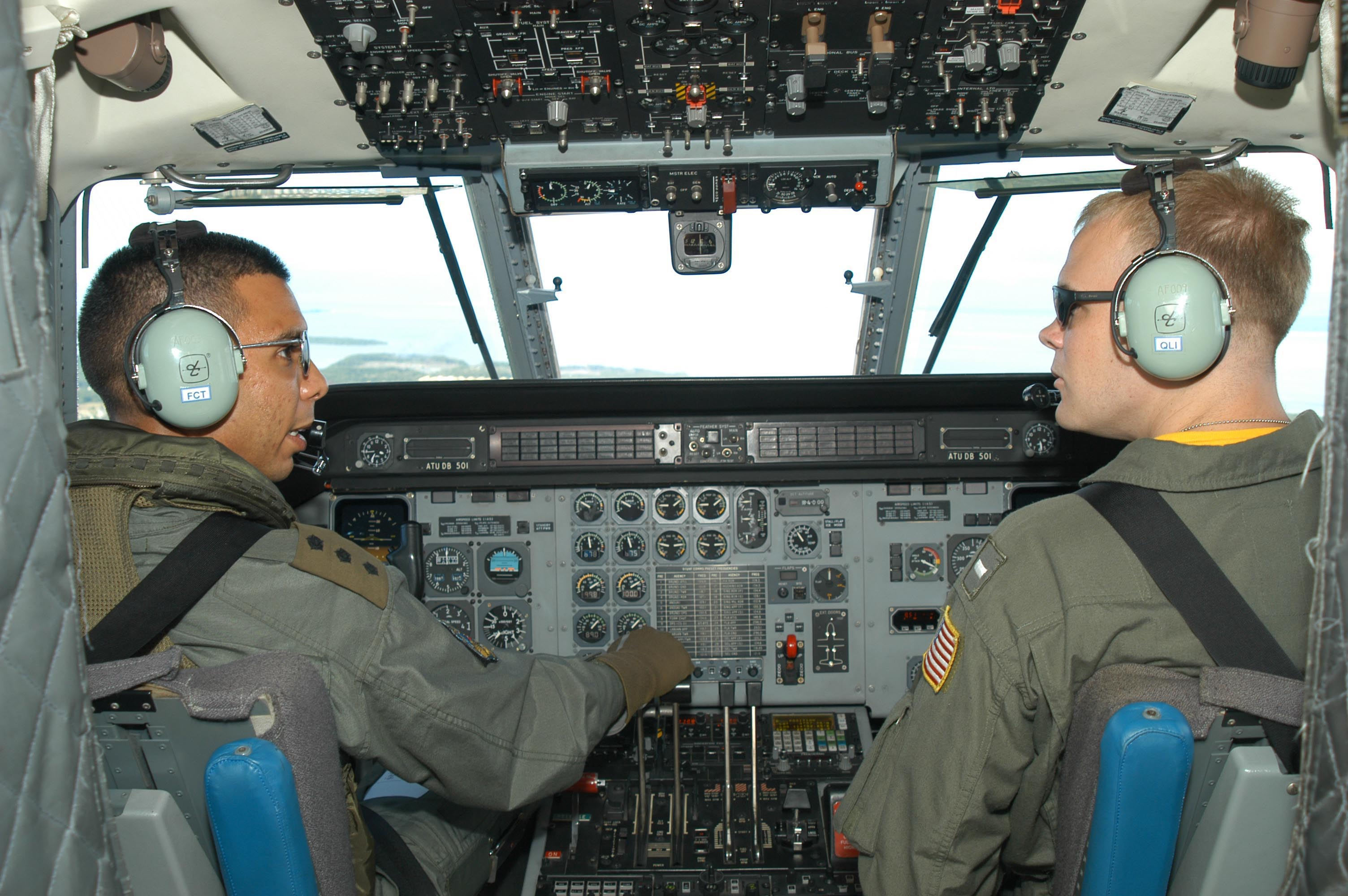
Cabina de vuelo de un CN-235-110M de la Real Fuerza Aérea de Brunéi.

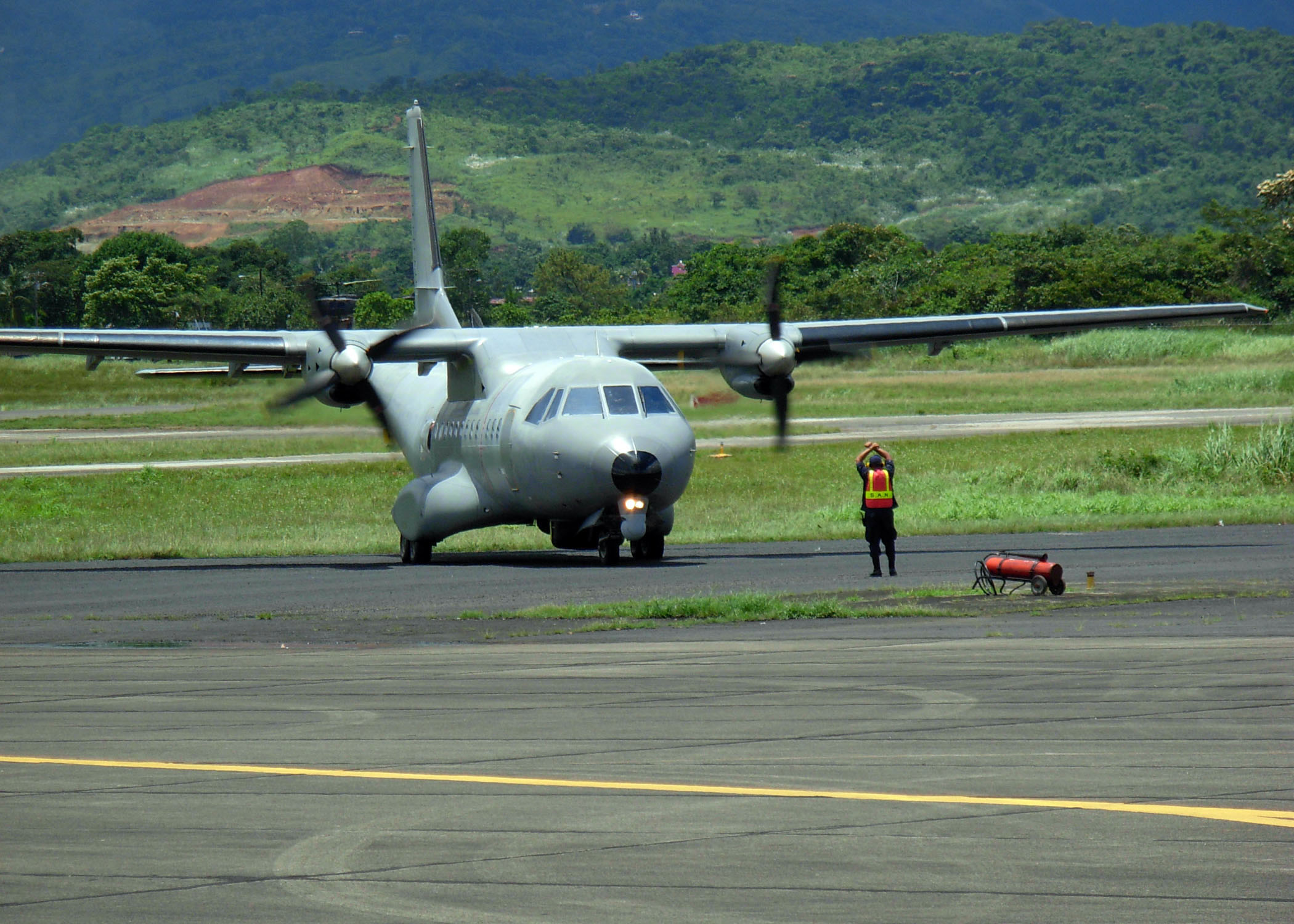
CN-235-200 MP Persuader de la Armada Colombiana.

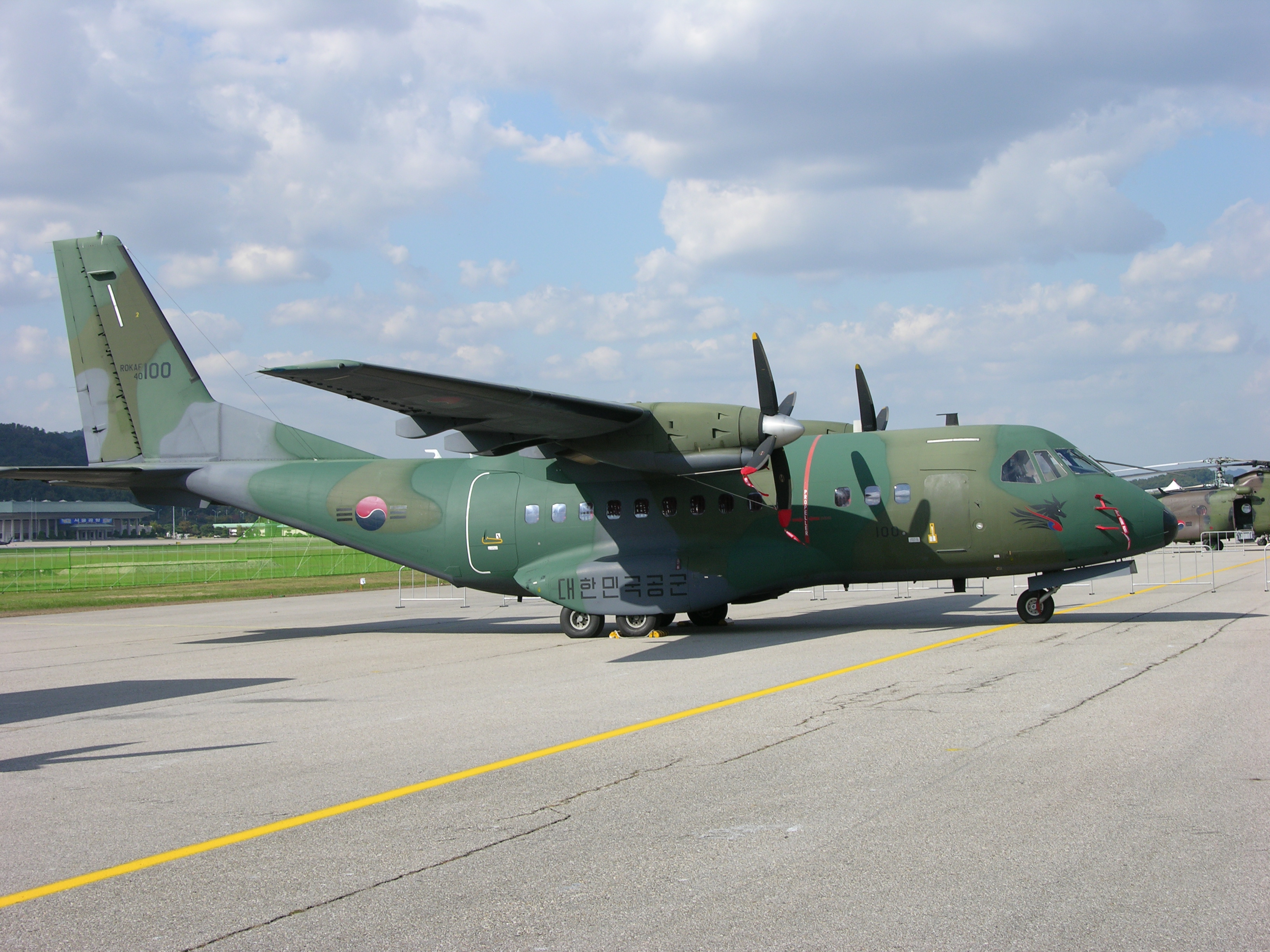
Un CN-235-100M de la Fuerza Aérea de Corea del Sur.

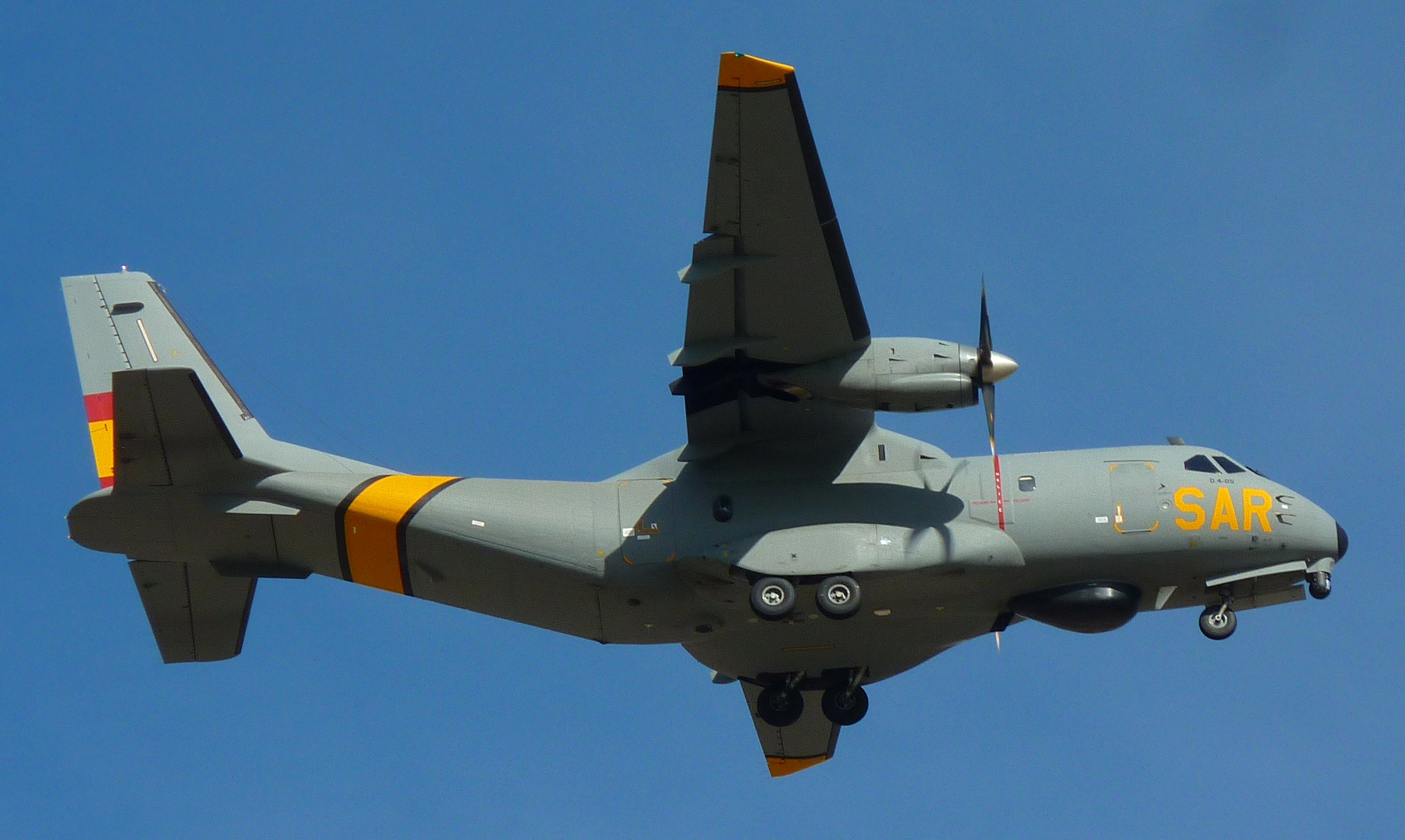
CN-235 VIGMA del Ejército del Aire de España.

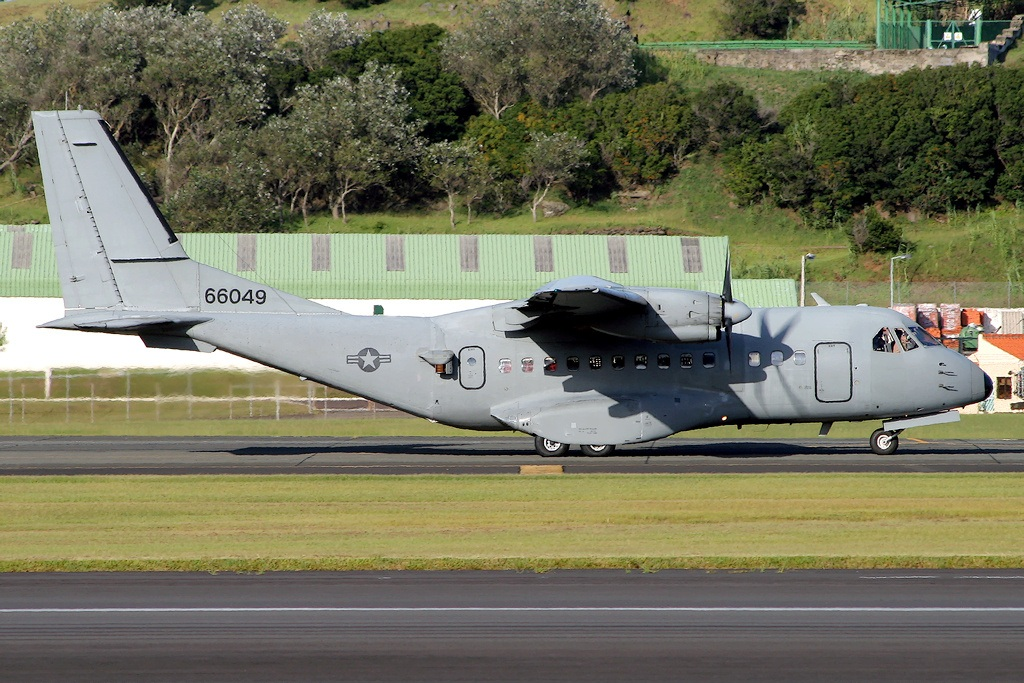
CN-235-100M QC de la Fuerza Aérea de los Estados Unidos.

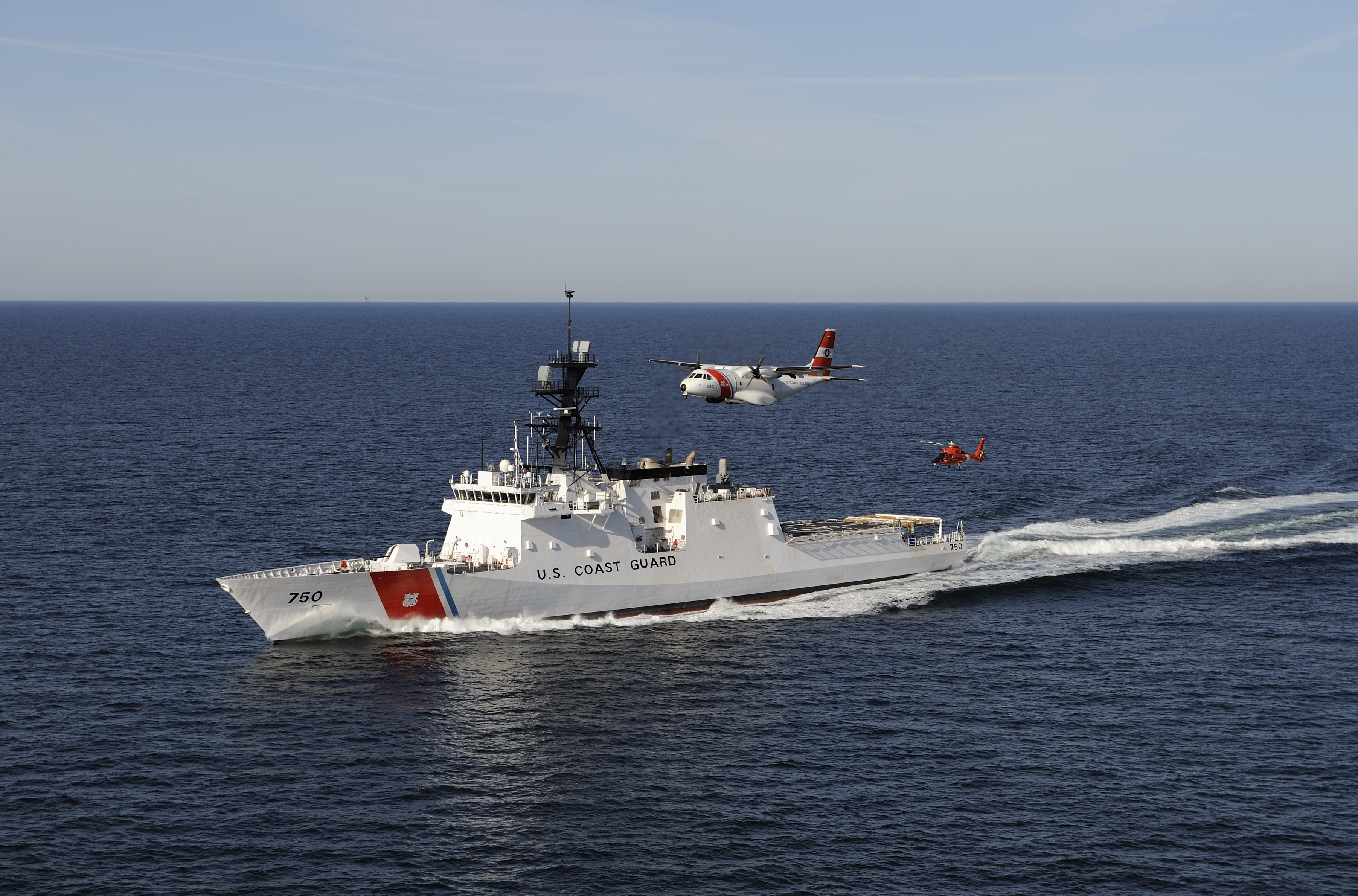
HC-144A Ocean Sentry (CN-235-300 MP Persuader) de la Guardia Costera de Estados Unidos.

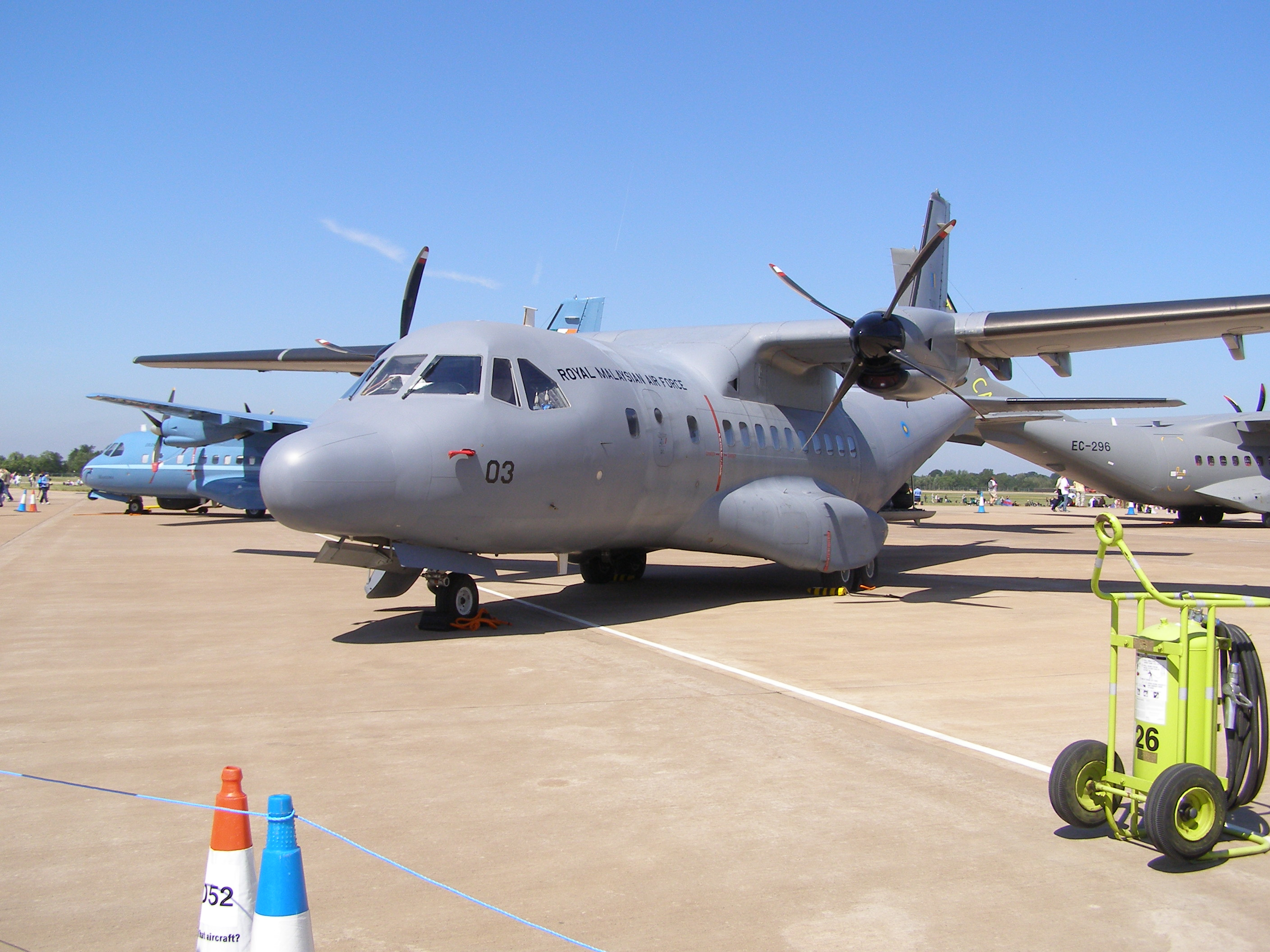
CN-235-220M de la Real Fuerza Aérea Malaya.

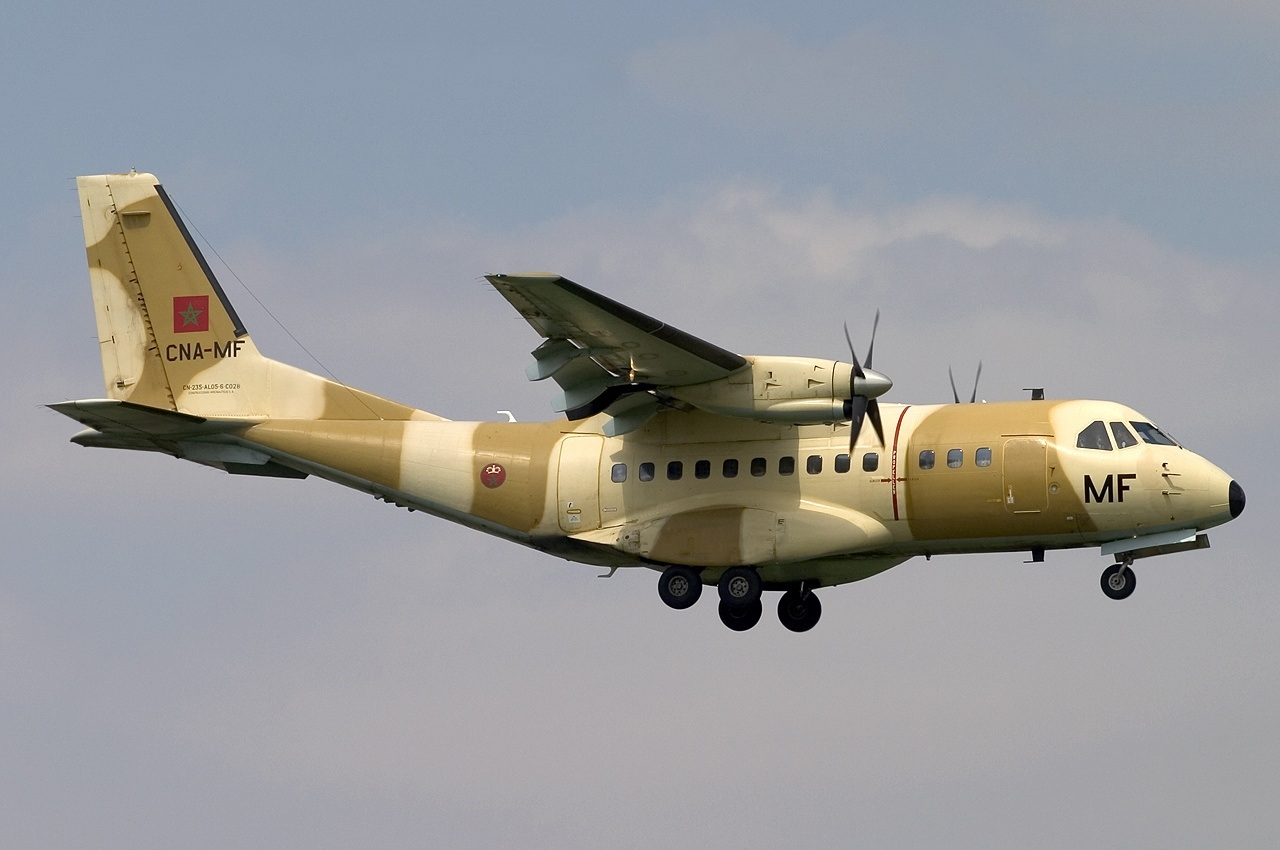
CN-235-100M de la Real Fuerza Aérea Marroquí.

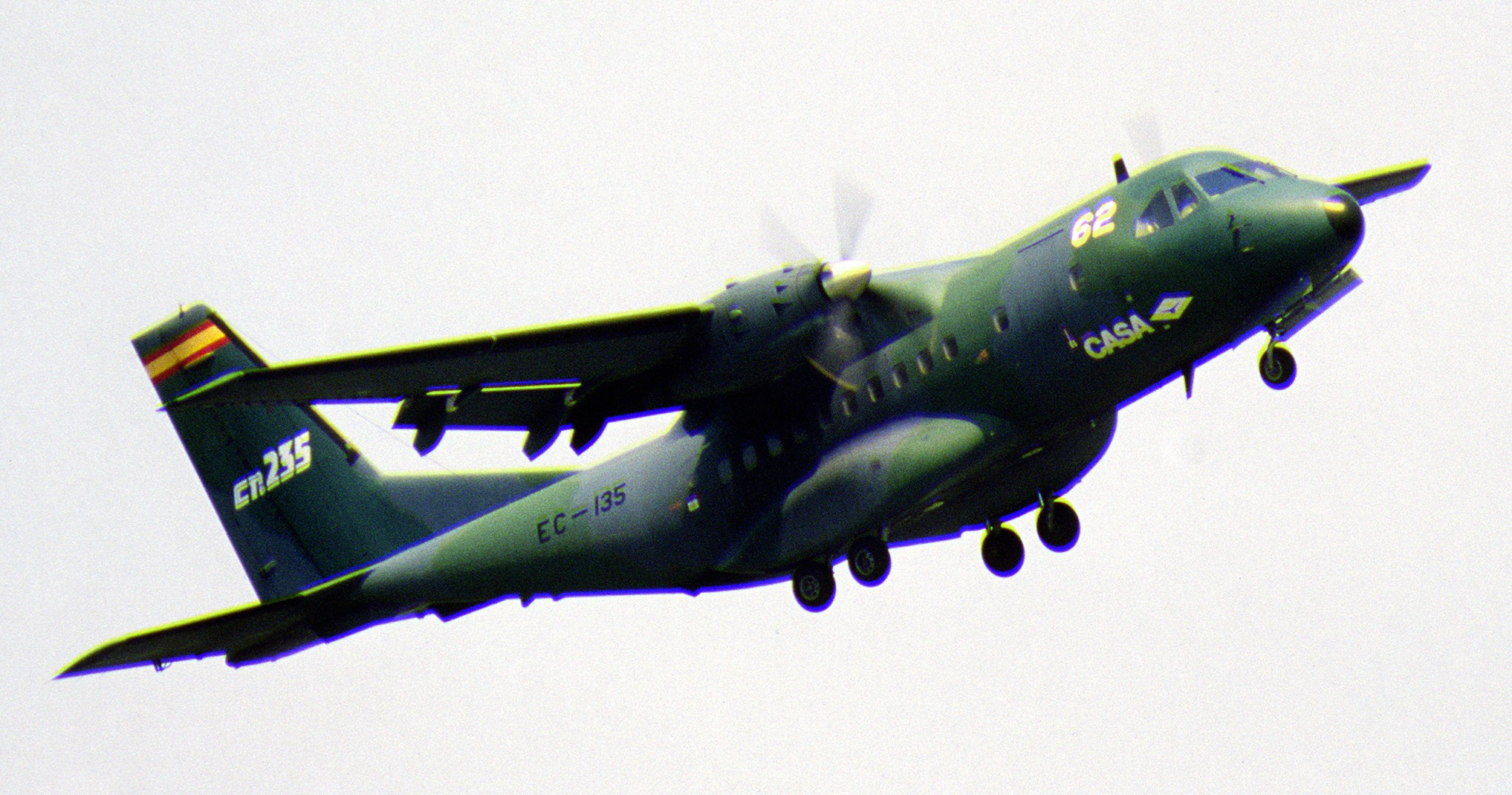
El P3/1 cuando era usado como demostrador por CASA, en el Salón de Le Bourget de 1989. Posteriormente sería adquirido por la Fuerza de Defensa de Bofutatsuana, para acabar integrándose en 1994 en la Fuerza Aérea Sudafricana.

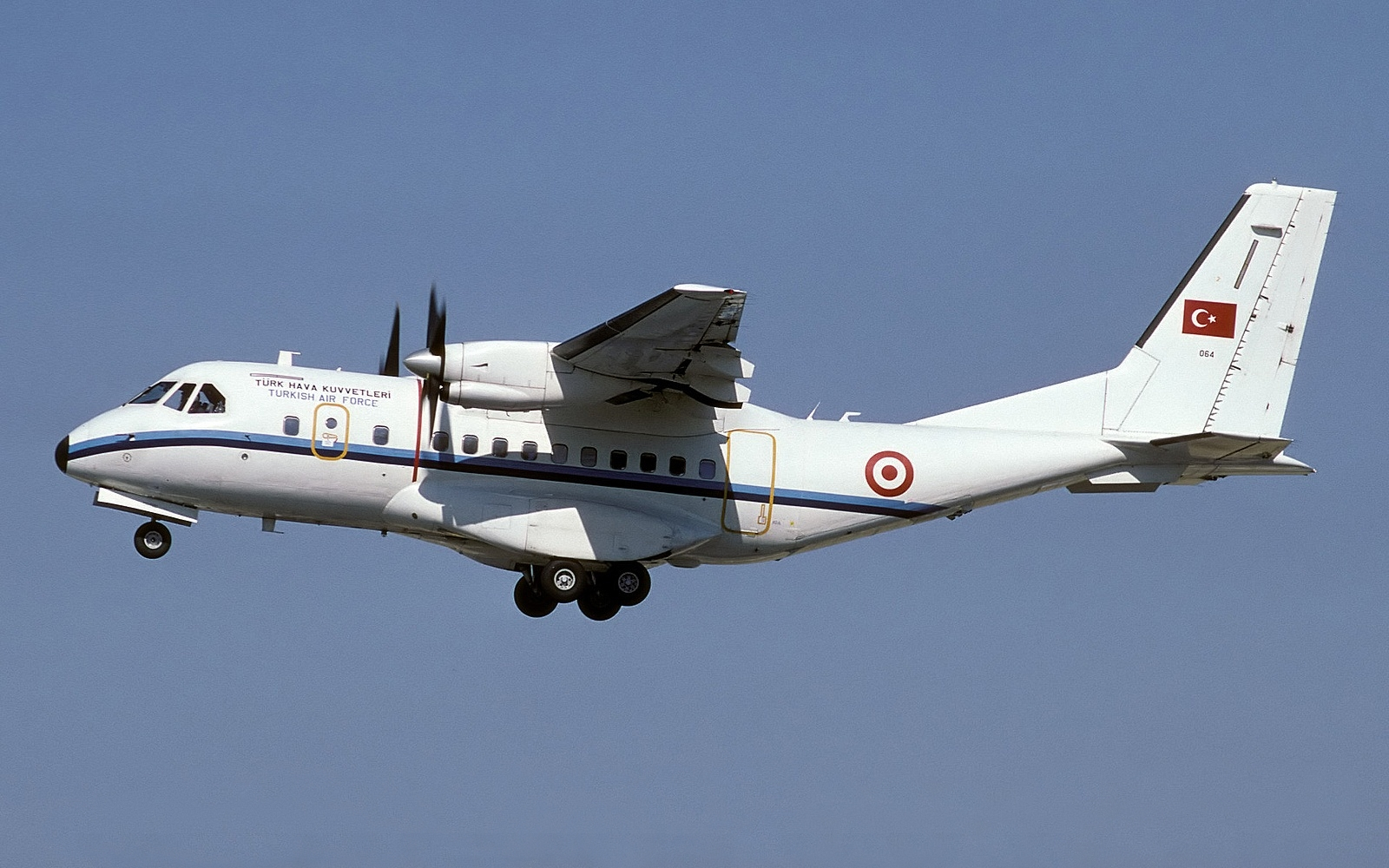
CN-235-100M vip de la Fuerza Aérea Turca.

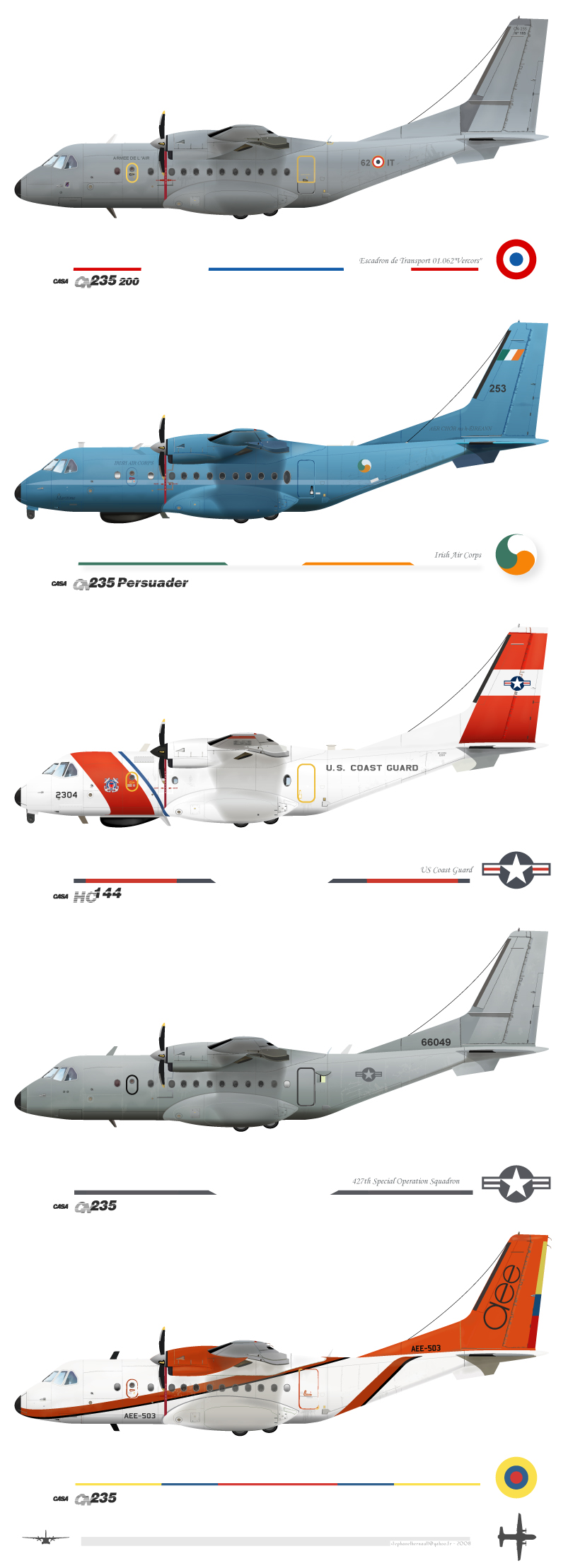
CASA CN-235

- Reales Fuerzas Aéreas Saudíes: 4 CN-235-10M (2 vip).

 Botsuana
- Fuerza Aérea de Botsuana: 2 CN-235-300M. Botsuana fue uno de los primeros clientes del CN-235. Los dos ejemplares adquiridos inicialmente, de la serie CN-235-10M, C008 y C009,[25] recibidos en 1987 y 1988,[26] fueron sustituidos en 2009 por otros tantos de la serie CN-235-300M (C185 y C187).[27][28] De los ejemplares dados de baja, el primero fue vendido a la Fuerza Aérea Togolesa, que lo recibió en 2012,[29] y el segundo a la Fuerza Aérea Congolesa, entregado en 2013.[30]

 Brunéi
- Real Fuerza Aérea de Brunéi: 1 CN-235-110M (IPTN).[31]

 Camerún
- Fuerza Aérea Camerunesa: 1 CN-235-300M adquirido en 2012,[32] y entregado al año siguiente.[33] Número de serie C208 y matrícula TJ-XDG.

 Chile
- Ejército de Chile: 4 CN-235-100M (uno perdido en un accidente en la Antártida en 1992). Uno de sus ejemplares, número de serie C019, código 219, se trata de un avión previamente alquilado a CASA por el Cuerpo Aéreo Irlandés para entrenamiento de tripulaciones antes de la entrega de sus ejemplares de patrulla marítima.[34]

 Colombia
- Fuerza Aérea Colombiana: 6 CN-235-100M. Algunos ejemplares modificados localmente para misiones de inteligencia electrónica (ELINT) (uno de ellos destruido en un accidente en julio de 2015).
- Armada de la República de Colombia: 3 CN-235 MP Persuader. Dos adquiridos inicialmente, de la versión CN-235-200 MP Persuader, habiéndose recibido en 2010 un tercer ejemplar (CN-235-300 MP Persuader) con un coste de 45,9 millones de US$.[35][36]

 República del Congo
- Fuerza Aérea Congolesa: 1 CN-235-10M, C009, TN-228, recibido en 2013, antiguamente perteneciente a la Fuerza Aérea de Botsuana.[30]

 Corea del Sur
- Fuerza Aérea de la República de Corea: 20 CN-235 (12 CN-235-100M comprados a CASA y 8 CN-235-220M a IPTN en un pedido posterior).[31]

 Costa de Marfil
- Fuerza Aérea de Costa de Marfil: 2 CN-235-220, adquiridos en 2018.[37]

 Ecuador
- Ejército del Ecuador: 2 CN-235.
- Armada del Ecuador: adquirió inicialmente un CN-235-100M de transporte (el primer ejemplar construido de esta serie, n/s C016, matrícula AN-202), al que años después se unió un CN-235-300 MP Persuader (C147, AN-204). Recientemente el ejemplar de transporte ha sido reconvertido a la versión de patrulla marítima, pasando a ser un CN-235-100 MP Persuader.

 Emiratos Árabes Unidos
- Fuerza Aérea de Emiratos Árabes Unidos: 7 CN-235 (IPTN).[31]

 España
- Ejército del Aire de España: recibió 20 ejemplares, 2 CN-235-10M de transporte vip, designación del Ejército del Aire T.19A, y 18 CN-235-100M de transporte táctico, T.19B. Los dos primeros han sido transformados en 2009 a la versión de fotogrametría, recibiendo la nueva designación TR.19A,[19] mientras que 8 de los de transporte táctico han sido transformados a la versión VIGMA (VIGilancia MArítima, búsqueda y rescate (SAR)/patrulla marítima) (designación D.4).[38] Por otro lado, 2 de los CN-235-100M, los números de serie C034 y C035, fueron vendidos a la Real Fuerza Aérea Jordana para ser transformados en cañoneros.[39]

 Estados Unidos
- Fuerza Aérea de los Estados Unidos: 1 CN-235-100M QC, 96-6049, número de serie C042 y 1 CN-235, 96-6043.[40][41] Al ser dos únicos ejemplares no recibieron designación de tipo de la USAF, aunque de haberla recibido, teniendo en cuenta la que se les otorgó a los aviones de la Guardia Costera, habría sido la de C-144A.
- Guardia Costera de Estados Unidos: 18 CN-235-300 MP Persuader (designados HC-144A Ocean Sentry).[42][43][44][45][46] En proceso de conversión a la versión HC-144B, equipada con el sistema de misión Minotaur.[47]

Por otra parte, en 2013 adquirió el prototipo P1 (antiguo Infanta Elena), con el fin de utilizarlo en la instrucción del personal de mantenimiento.
 Francia
- Ejército del Aire Francés: 27 CN-235. A los 19 de que disponía hasta ahora (20 adquiridos menos uno perdido en accidente) se unirán próximamente 8 ejemplares adicionales comprados en marzo de 2010 por 225 millones de € ante los retrasos en el programa del Airbus A400M, que serán entregados entre 2011 y finales de 2012.[49][50][51]

 Gabón
- Fuerza Aérea Gabonesa: 1 CN-235-100M, C044.[52]

 Indonesia
- Fuerza Aérea del Ejército Nacional de Indonesia: 9 CN-235.[31]
- Armada Indonesia: 6 CN-235MPA.

 Irlanda
- Cuerpo Aéreo Irlandés: 2 CN-235-100 MP de patrulla marítima, versión de la que fue el cliente lanzador, modernizados posteriormente al estándar CN-235-100 MP Persuader. Además, antes de la entrega de los ejemplares de patrulla marítima, alquiló durante algún tiempo un CN-235-100M de transporte, número de serie C019, código 250, para entrenamiento de tripulaciones. Aunque CASA intentó convencerles de que se lo quedaran para utilizarlo en misiones de transporte y entrenamiento, los irlandeses terminaron por devolverlo al concluir el periodo acordado, y acabó siendo adquirido finalmente por el Ejército de Chile.[34]

 Jordania
- Real Fuerza Aérea Jordana: Durante un tiempo tuvo 2 CN-235-100M de la Fuerza Aérea Turca operados en alquiler hasta la entrega de los C-295M. Más tarde, manifestó en 2006 su interés en adquirir otros tantos ejemplares de fabricación indonesia, aunque el pedido no llegó a materializarse. Finalmente, en 2011 se hizo público un acuerdo con el fabricante estadounidense Alliant Techsystems (ATK) para transformar en cañoneros ligeros dos CN-235-100M adquiridos de segunda mano al Ejército del Aire de España (números de serie C034 y C035), remozados y puestos a cero horas en las instalaciones de EADS-CASA del Aeropuerto de Sevilla-San Pablo.[21][39] Dichos aviones, designados AC-235, fueron entregados en 2014.

 Madagascar
- Fuerza Aérea Malgache: 1 CN-235-10M, C008, 5V-MBM, antiguamente perteneciente a la Fuerza Aérea de Botsuana y posteriormente a la de Togo.[53]

 Malasia
- Real Fuerza Aérea Malaya: 8 CN-235-220M. Son usados para el transporte de personalidades (VVIP), incluidos el primer ministro y el rey.[31]

 Marruecos
- Real Fuerza Aérea Marroquí: 7 CN-235-100M (1 vip).

 México
- Armada de México: 6 CN-235-300 MP Persuader.[54] Los dos primeros, financiados por la Secretaría de Marina, se recibieron en 2010. El resto han sido proporcionados por el Gobierno de los Estados Unidos según un acuerdo firmado el 3 de diciembre de 2008 de ayuda financiera para luchar contra el narcotráfico (Iniciativa Mérida),[42] y equipados al nivel de los HC-144A de la Guardia Costera de Estados Unidos. El primero de ellos fue entregado en diciembre de 2011, mientras que los otros tres lo fueron en la primera mitad de 2012, el último en el mes de mayo. Están basados en las bases aeronavales de Tapachula y Chetumal.[55][56][57]

 Nepal
- Ejército de Nepal: 2 CN-235-220M.[58]

 Pakistán
- Fuerza Aérea de Pakistán: 4 CN-235-220M (Indonesian Aerospace) (1 vip).[31]

 Papúa Nueva Guinea
- Fuerza de Defensa de Papúa Nueva Guinea: 2 CN-235.

 Senegal
- Ejército del Aire de Senegal: 2 CN-235-220 AT, adquiridos por 13 millones de $, uno recibido en noviembre de 2010](registrado 6W-TTA) y otro en mayo de 2011 (6W-TTB, número de serie N015). Se trata de antiguos CN-235-110 que habían pertenecido a la compañía indonesia Merpati Nusantara Airlines a los que PT Dirgantara ha cambiado los motores y ha añadido un piloto automático.[31][59] En 2018 adquirió dos CN-235-220 de nueva fabricación.[37]

 Sudáfrica
- Fuerza Aérea Sudafricana: 1 CN-235-1, código 8026, antiguo ejemplar de demostración de CASA (número de serie P3/1), procedente del antiguo bantustán de Bofutatsuana, en cuya Fuerza de Defensa estaba registrado como T330.[60]

 Tailandia
- Real Fuerza Aérea Tailandesa: 4 CN-235 (previstos) (Indonesian Aeropace).[61]

 Turquía
- Fuerza Aérea Turca: con 52 CN-235-100M es el mayor operador mundial del modelo. Aparte de la versión habitual de transporte táctico, la Fuerza Aérea Turca tiene también ejemplares configurados para transporte de personalidades (vip) y como ambulancias aéreas (evacuación médica -MEDEVAC-).
- Armada Turca: 6 CN-235 MP AMASCOS de guerra antisubmarina y antisuperficie.[42]

#### Antiguos usuarios
Austria
- Fuerza Aérea Austriaca: 1 CN-235-300, C130, registrado como 6T-AA, alquilado a CASA (que lo había usado como prototipo de la versión) entre 2000 y 2002.[62][63]

 Bofutatsuana
- Fuerza de Defensa de Bofutatsuana: 1 CN-235-1, T330, originalmente un ejemplar de demostración de CASA (número de serie P3/1, matrículas EC-135 y ECT-135), traspasado a la Fuerza Aérea Sudafricana en 1994 cuando este bantustán se integró en Sudáfrica (nuevo registro: 8026).[60]

 Burkina Faso
- Fuerza Aérea: 1 CN-235-220 (número de serie N020). Recibido en 2008, se trata de un ejemplar civil de fabricación indonesia comprado de segunda mano a la compañía filipina Asian Spirit.[64][31] En 2012 fue vendido al Gobierno de la República de Guinea.[65]

 Panamá
- Fuerzas de Defensa de Panamá: 1 CN-235, vendido en el mercado civil estadounidense en 1991.

 Togo
- Fuerza Aérea Togolesa: 1 CN-235-10M, C008, 5V-MBM, recibido en 2012, antiguamente perteneciente a la Fuerza Aérea de Botsuana.[29] Actualmente en servicio en la de Madagascar.

 Yemen
- Fuerza Aérea Yemení: 1 CN-235 contratado con Airbus Military en 2011.[66] Según se anunció en 2010, el Departamento de Defensa de los Estados Unidos proporcionó al país árabe 38 millones de $ para adquirir aviones de este modelo para emplearlos en acciones antiterroristas, en las que podrían desempeñar no solo misiones de transporte sino también de inteligencia electrónica.[67] Esta aeronave resultó destruida en tierra por un ataque a la base de al-Dailami por parte de Arabia Saudí.[68]

### Gubernamentales
Corea del Sur

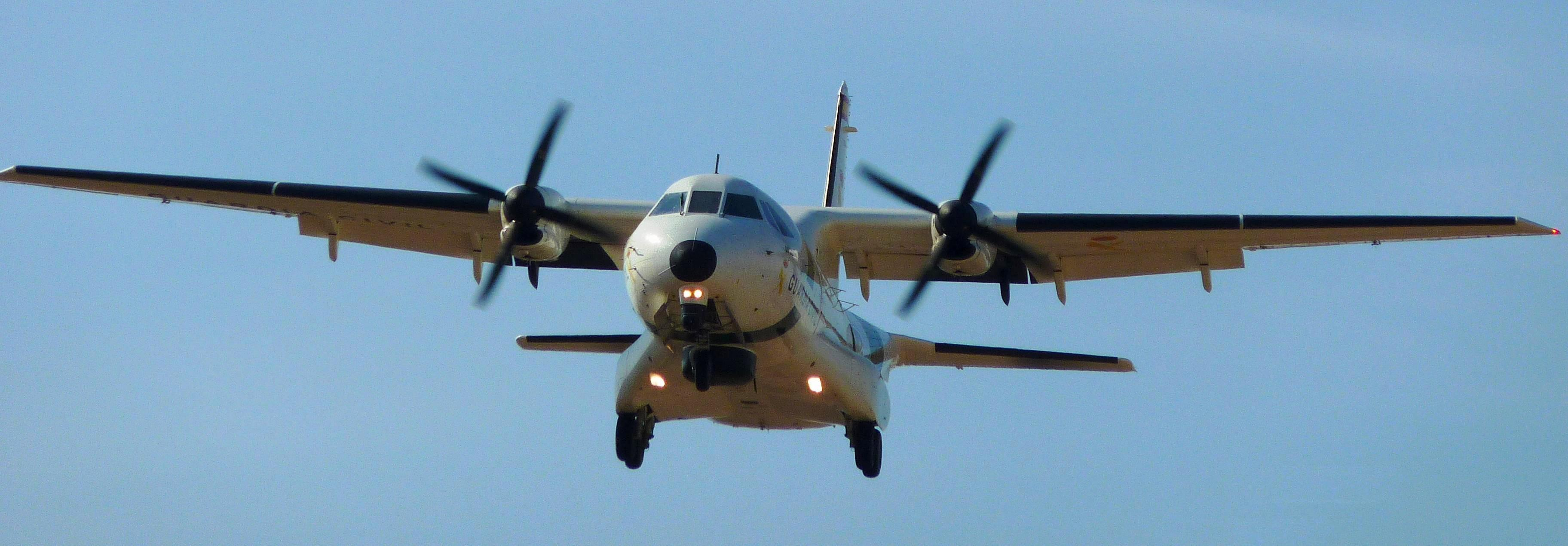
CN-235-300 MP Persuader del Servicio Aéreo de la Guardia Civil.

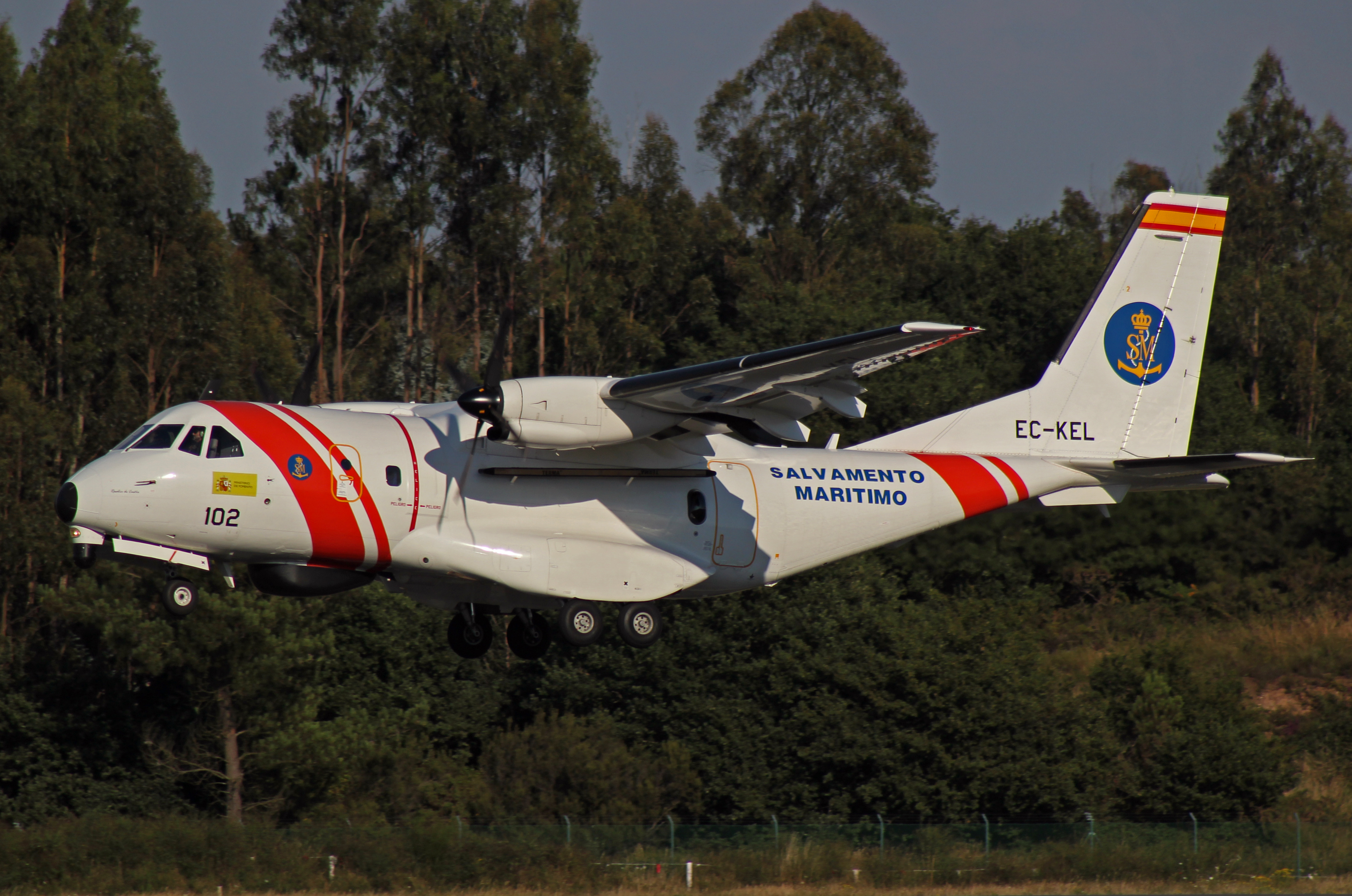
Un CASA CN-235-300 MP Persuader de la Sociedad de Salvamento y Seguridad Marítima de España.

- Guardia Costera de Corea del Sur: 4 CN-235-220 MPA adquiridos a Indonesian Aerospace en 2008 por 92 millones de US$ y que empezó a recibir en mayo de 2011.[69][70]

 España
- Servicio Aéreo de la Guardia Civil: 2 CN-235-300 MP Persuader. Su designación militar es T.19B, como los CN-235-100M de transporte del Ejército del Aire. La intención es contar en el futuro con hasta 7 unidades.[71]
- Sociedad de Salvamento y Seguridad Marítima: 3 CN-235-300 MP Persuader (un cuarto previsto en el plan director de este organismo).[72]

 Guinea
- Gobierno de la República de Guinea: 1 CN-235-220, número de serie N020, matriculado 3X-GGG. Se trata de un ejemplar civil de fabricación indonesia que perteneció inicialmente a la compañía filipina Asian Spirit y luego a la Fuerza Aérea de Burkina Faso, que lo vendió a Guinea en 2012.[65]

 México
- Policía Federal: 1 CN-235-10 (C011) y 1 CN-235-200 (C041).

 Omán
- Policía Real: 2 CN-235.

 Tailandia
- Policía Real: 1 CN-235-100M QC, número de serie C053.[73]
- Ministerio de Agricultura: 2 CN-235-110M, números de serie N041 y N042 (otros 6 previstos).[61]

 Turquía
- Guardia Costera: 3 CN-235 MP AMASCOS.[42]

### Civiles

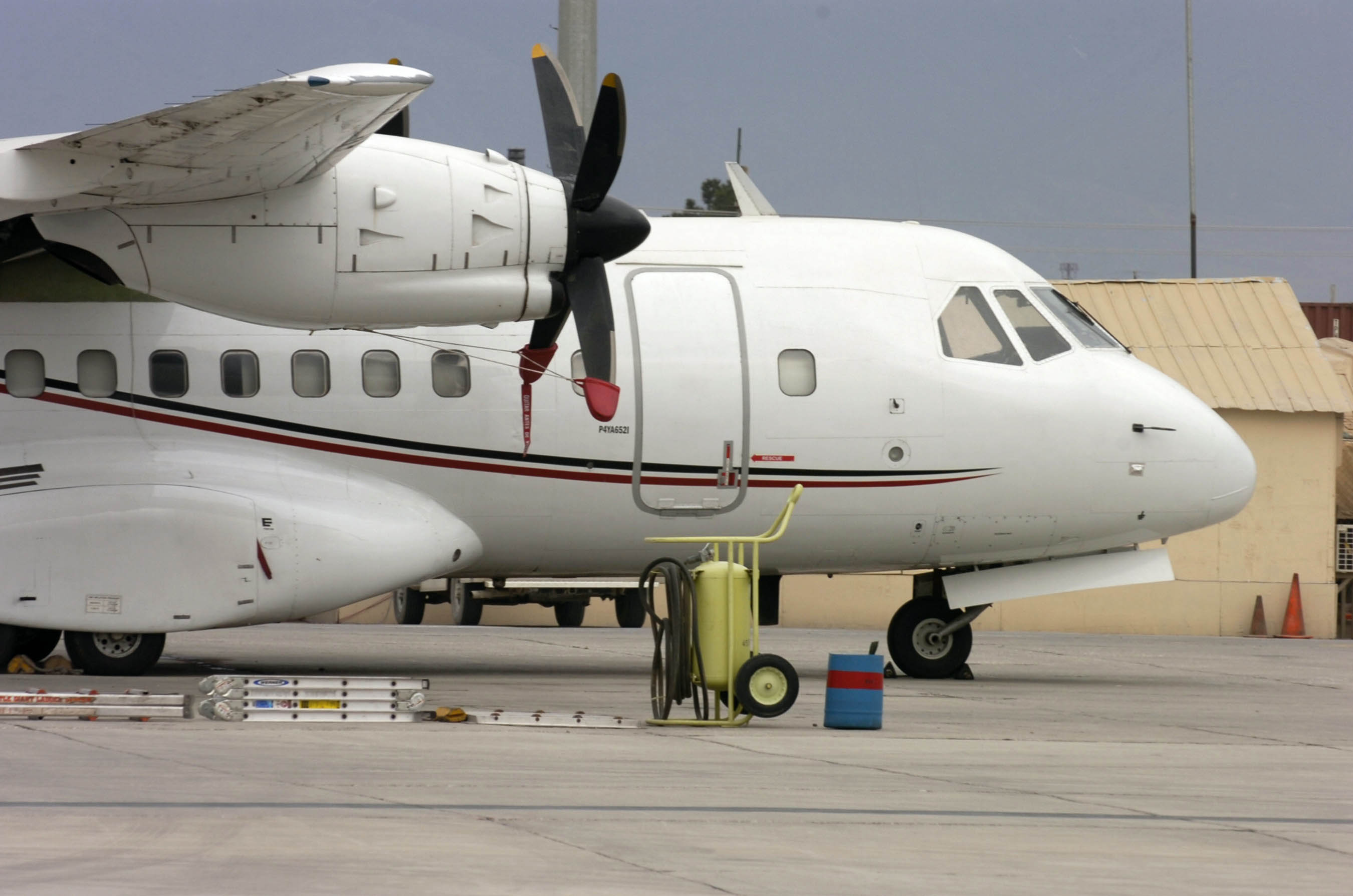
CN-235-10 de Presidential Airways, compañía hermana de Xe (antes Blackwater).

Desde diciembre de 1986, diversos aparatos en su versión civil vuelan en Indonesia. La compañía estatal Merpati Nusantara Airlines adquirió 15, aunque ha devuelto la mayoría de ellos. También fue comprado por la aerolínea Pelita. En España, Binter Canarias y Binter Mediterráneo, antiguas filiales de Iberia, los operaron durante algunos años en los servicios regionales. En Argentina, la compañía aérea Inter Austral, filial de Austral Líneas Aéreas, integrada en Aerolíneas Argentinas, tuvo durante un tiempo uno ex-Binter. Lo dejó de usar a raíz de un accidente en 1995 provocado por un inadecuado mantenimiento por parte de la compañía (a causa del cual fueron condenados el gerente de mantenimiento de la empresa y el jefe de mantenimiento del aeropuerto de Córdoba) y en el que una de las puertas se abrió en vuelo, produciendo una despresurización que succionó a una azafata y la arrojó al vacío, causándole la muerte. La empresa también adujo para su baja que era un avión muy ruidoso e incómodo para ser usado en transporte de pasajeros. Otra compañía de vuelos chárter, el grupo Streamline Aviation SAFAIR, que opera desde Pretoria, Sudáfrica, dispone de dos CN-235, y, también en África, la malgache Tiko Air tuvo uno (C012), ex-Binter Canarias, actualmente propiedad de la estadounidense Presidential Airways, compañía hermana de Xe (antes Blackwater) (su único propietario es igualmente Erik Prince). También en los Estados Unidos, sendos aparatos volaron en la compañía Flight International y en la Turbo Flight A.C y en 2006 la también estadounidense L-3 Communication Systems adquirió 2 ejemplares.

### Negociaciones
El año 2001 se anunció que Nigeria estaba en negociaciones con Indonesia para la compra de 20 CN-235 fabricados por IAe a cambio de petróleo crudo, aunque no ha habido más noticias. En 2008 la Fuerza Aérea de Corea del Sur manifestó su intención de adquirir 8 CN-235-220 MPA de patrulla marítima, también de fabricación indonesia. Por otro lado, Catar ha expresado su interés en adquirir un número indeterminado de ejemplares fabricados igualmente por Indonesian Aerospace. Otro posible nuevo cliente de la versión indonesia de patrulla marítima es la Real Fuerza Aérea Malaya, que tenía previsto firmar en abril de 2010 una carta de intenciones por 4 aviones.

### Ventas frustradas
En este apartado hay que señalar el contrato para vender 2 aviones de patrulla marítima a Venezuela (junto con 10 C-295M de transporte), frustrado por el veto de la administración estadounidense, que igualmente vetó la compra por parte de Yemen de un número no revelado de ejemplares de patrulla marítima fabricados por Indonesia.

## Accidentes

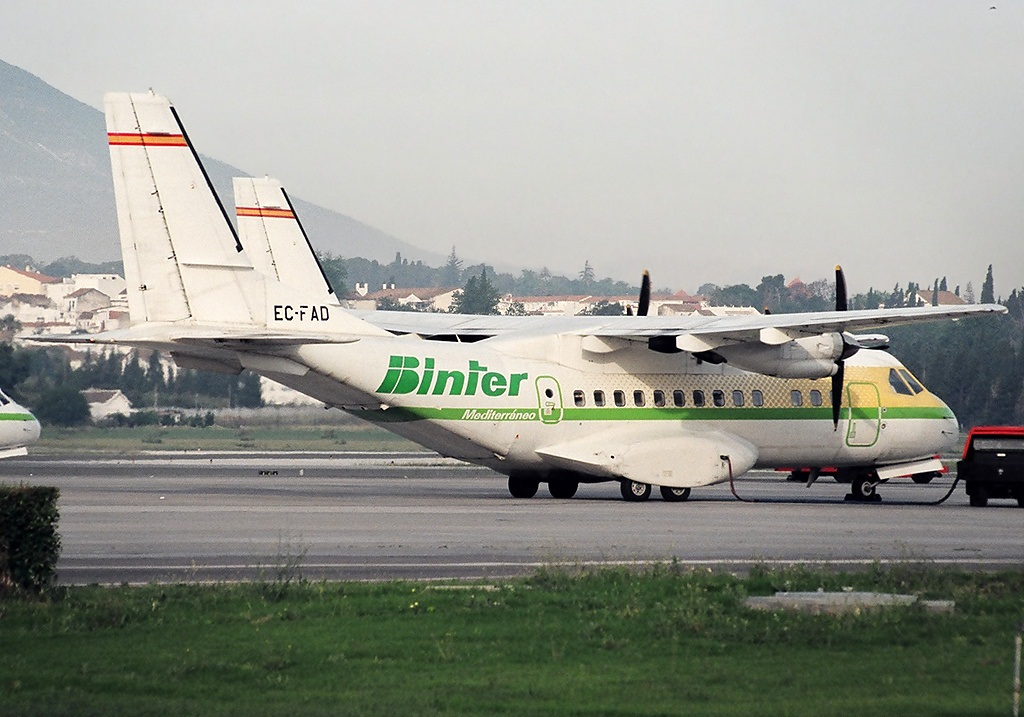
CN-235-100 de Binter Mediterráneo en el Aeropuerto de Málaga. En ese mismo aeropuerto otro CN-235 de la compañía se estrelló en 2001, falleciendo cuatro personas.

- El 9 de agosto de 1995 un CN-235 de la empresa Inter Austral, en Córdoba (Argentina), que hacía el vuelo 2306, sufrió a causa de un deficiente mantenimiento la apertura en vuelo de una de sus puertas, lo que provocó una despresurización que succionó a una azafata y la lanzó despedida causándole la muerte.[81]

- El 29 de agosto de 2001, un CASA CN-235, con matrícula EC-FBC, que realizaba el vuelo 8261 de Binter Mediterráneo se estrelló en la aproximación final al Aeropuerto de Málaga-Costa del Sol. Fallecieron 4 de los 47 ocupantes del aparato.[82]

- El 31 de julio de 2015 un CN-235 de la Fuerza Aérea Colombiana sufrió un fallo en un motor, a causa del cual se estrelló en el municipio de Agustín Codazzi, en el departamento del Cesar. En el siniestro fallecieron sus 11 ocupantes.[83]

- El viernes 26 de febrero de 2016 el aparato CN-235-220M con matrícula M44-07, perteneciente a la Real Fuerza Aérea de Malasia, resultó siniestrado al realizar un aterrizaje de emergencia en la zona de Kuala Sengalor sin que hubiera víctimas entre sus ocho ocupantes.[84]

## Especificaciones (CN-235-300)
Referencia datos: página web de EADS - Airbus Military.

### Características generales
- Tripulación: Dos (pilotos)
- Capacidad: 

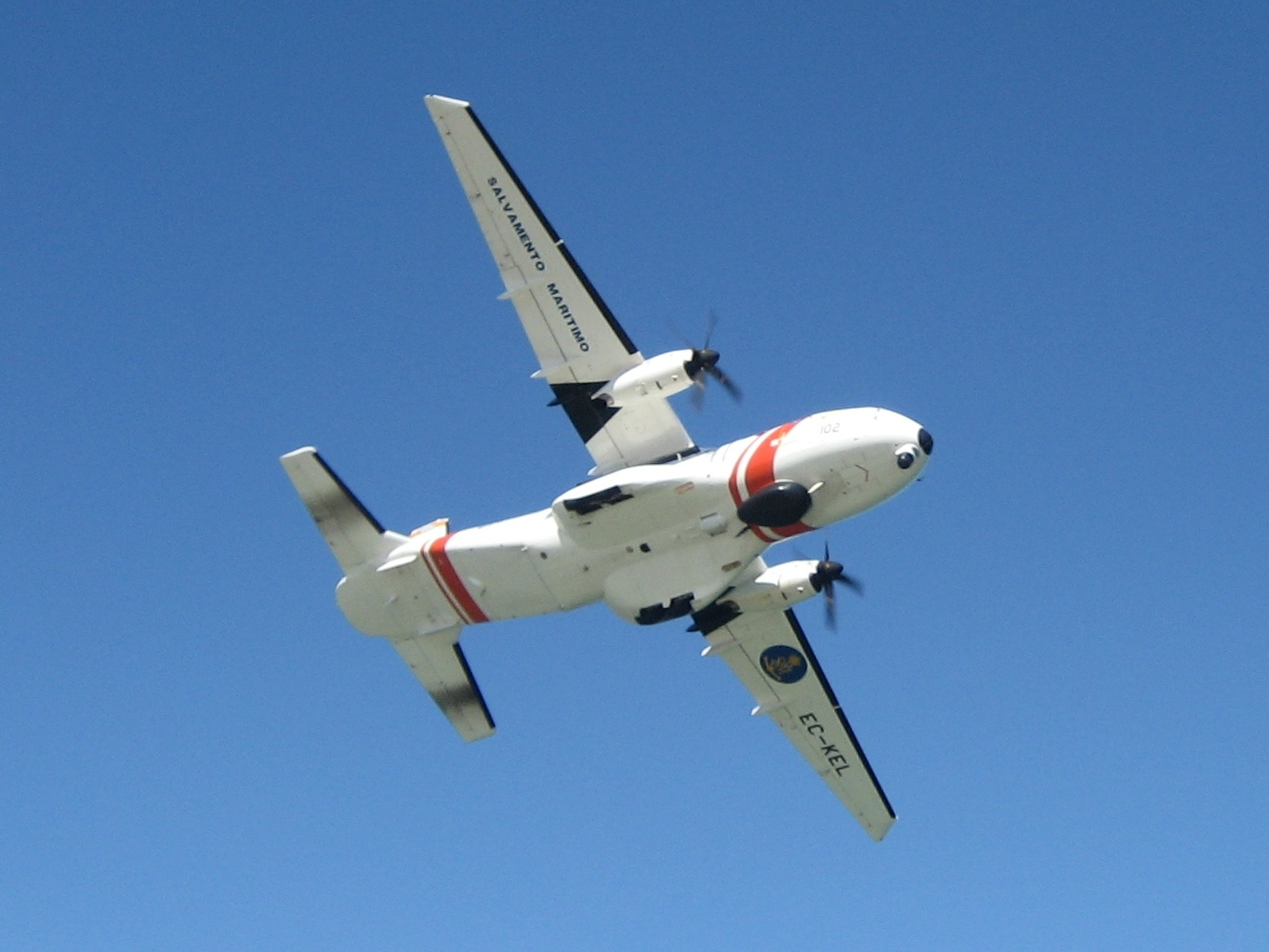
CASA CN-235-300 MP Persuader de la Sociedad de Salvamento y Seguridad Marítima de España.

  - Transporte de tropas: 51 soldados
  - Transporte de carga: 4 palets de 88" × 108" (uno en rampa) o 2 motores EJ200 para el Eurofighter
  - Evacuación médica: 18 camillas y 4 asistentes
- Carga: 5950 kg
- Longitud: 21,4 m (70,2 ft)
- Envergadura: 25,8 m (84,7 ft)
- Altura: 8,2 m (26,8 ft)
- Superficie alar: 59,1 m² (636,2 ft²)
- Peso vacío: 9800 kg (21 599,2 lb)
- Peso cargado: 15 500 kg (34 162 lb)
- Peso máximo al despegue: 16 500 kg (36 366 lb)
- Planta motriz: 2× turbohélice General Electric CT7-9C3.
  - Potencia: 1305 kW (1799 HP; 1775 CV) cada uno.
- Hélices: 1× Hamilton Standard 14RF-37 de 4 palas por motor.
- Capacidad de combustible: 5220 litros.
- Dimensiones de la bodega de carga: 9,65 m×2,70 m×1,90 m (largo × ancho × alto).

### Rendimiento
- Velocidad máxima operativa (Vno): 450 km/h (280 MPH; 243 kt)
- Velocidad crucero (Vc): 437 km/h (272 MPH; 236 kt)
- Alcance: 2870 km (1550 nmi; 1783 mi) con 4000 kg de carga
- Alcance en ferry: 5003 km con el máximo de combustible
- Techo de vuelo: 9145 m (30 003 ft)
- Régimen de ascenso: 9 m/s (1778 ft/min)

## Aeronaves relacionadas

### Desarrollos relacionados
- CASA C-295
- CASA C-295 Persuader

### Aeronaves similares
- ATR 42
- Fokker 50 / Fokker 60
- LET L-610
- Ilyushin Il-112
- Antonov An-32

### Secuencias de designación
- Secuencia C-_ (interna de CASA): ← C-207 - C-212 - C-223 - CN-235/HC-144 - C-295 - C-401
- Secuencia N-_ (interna de IAe): ← LT-200 - NC-212 - N-219 - CN-235 - N-245 - N-250 - N-270 →
- Secuencia T._ (Aeronaves de Transporte del Ejército del Aire español, 1978-presente): ← T.16 - T/TK/TM.17 - T.18 - T/TR/TM.19 - TR/TM.20 - T.21 - T.22 →
- Secuencia D._ (Aeronaves de Salvamento (SAR) del Ejército del Aire español, 1978-presente): D.2 - D.3 - D.4